# Vignoble de la vallée de la Loire
Le vignoble de la vallée de la Loire est une vaste région viticole française, regroupant plusieurs régions viticoles. Ces régions produisent des vins blancs secs, demi-secs, moelleux, voire liquoreux, des vins rouges le plus souvent légers et des vins rosés ; on trouve également de nombreux vins effervescents. Toutes ces régions sont situées au bord de la Loire et de ses affluents, et une partie est située dans le Val de Loire.
Le vignoble de la Loire comprend une superficie de 70 000 hectares dont 52 000 hectares en VQPRD (AOC et AOVDQS). Les volumes de production donnent 4 millions d'hectolitres dont 3 millions en VQPRD. Il est délimité en quatre régions de production qui sont le pays nantais, l'Anjou, la Touraine et le Centre.
Les cépages utilisés dans la vallée de la Loire sont le cabernet franc N, le grolleau N, le gamay N, le pineau d'Aunis N, le pinot noir N, le côt N, etc. pour les vins rouges et rosés. Le chenin blanc B, le sauvignon B, le melon B, le chardonnay B, etc. pour les vins blancs.

## Histoire
(juin 2018).
Améliorez-le ou discutez des points à vérifier. 

### De l'Antiquité au Moyen Âge
Ce sont les Romains qui ont apporté la vigne dans la région du Pays nantais, il y a deux mille ans. C'est au IVe siècle que la vigne se propage sous l'impulsion de saint Martin et ses disciples. Au Xe siècle, grâce au développement des voies de communication, les vignobles de la Loire se développent. En Pays nantais, les ducs de Bretagne ont contribué à développer le vignoble, notamment à travers l'apport de certains cépages comme le berligou ou pinot noir par le Duc François II. Lorsque Henri II, comte d'Anjou, accède au trône d'Angleterre en 1154, le vignoble angevin connaît un véritable essor. Du Moyen Âge au XVe siècle, les vignobles autour d'Angers, de Saumur et d'Orléans sont en pleine expansion de par l'action de la bourgeoisie.

### Période moderne

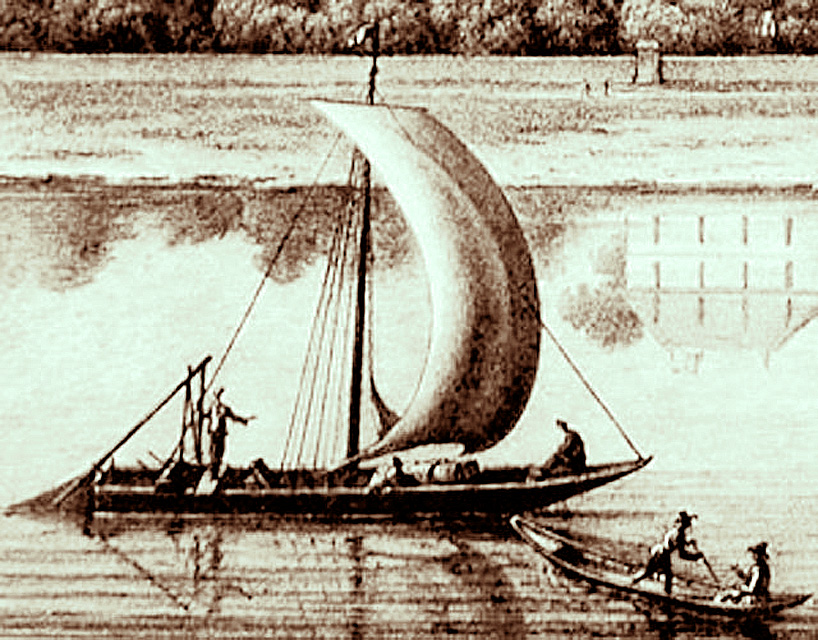
Scute transportant du vin vers Nantes depuis Ponts-de-Cé au XVIIIe siècle

Les vins de Loire connaissent un nouveau développement quand François Ier autorise en 1532 les États de Bretagne à maintenir, sur leur frontière d'Ingrandes vers Nantes, un droit de commerce avec l'étranger. Ainsi la douane d'Ingrandes va-t-elle favoriser la production de vins de grande qualité. En 1577, un arrêt du parlement de Paris oblige les marchands de vins à s'approvisionner à quelque quatre-vingts kilomètres de la capitale, provoquant le développement d'une viticulture de masse vers Orléans, Blois, la vallée du Cher ainsi que la Sologne.
Le terrible hiver de 1709 ravage des plants de vignes de la région nantaise ; par la suite le cépage nommé melon fut introduit dans cette région viticole car plus résistant au froid.

### Période contemporaine
À partir de 1789, la Révolution française a des effets dévastateurs sur le vignoble ligérien et plus particulièrement sur les vignobles angevin et nantais, à travers les guerres de Vendée.
Au XIXe siècle, l'arrivée du chemin de fer met les viticulteurs de la Loire face à la concurrence des vins du Midi, qui les astreint à une production de qualité. Par ailleurs la crise du phylloxera touche durement le vignoble à la fin du XIXe siècle.
En 1936 plusieurs AOC voient le jour dans les vignobles de la Loire (sancerre, vouvray, cabernet-d'anjou, muscadet…). Par la suite d'autres vignobles obtiennent le classement : coteaux-du-layon en 1950, anjou, anjou-gamay, en 1957. En 2000, le Val de Loire (de Sully-sur-Loire à Chalonnes-sur-Loire) bénéficie du classement au patrimoine de l'humanité de L'Unesco. Le dernier vignoble à recevoir une AOC est l'appellation orléans et orléans-cléry en 2006.

## Situation géographique
Situé aux abords de la vallée de la Loire, ce vignoble, le plus étendu de France, s'étend sur un millier de kilomètres, depuis le Massif central et l'Auvergne, en passant par le Centre et le nord de Poitou-Charentes, jusqu'au sud de la Bretagne dans la région Pays de la Loire. Il est donc limitrophe avec les départements de la Loire-Atlantique, la Vendée, le Maine-et-Loire, les Deux-Sèvres, la Vienne, la Sarthe, l'Indre-et-Loire, le Loir-et-Cher, le Loiret, le Cher, la Nièvre, l'Allier, le Puy-de-Dôme et la Loire.

### Géologie, orographie, terroirs
La vigne pousse sur des coteaux exposés au soleil, sur le long de la Loire et de ses affluents. Il existe une très grande diversité de sols dans le vignoble de la vallée de la Loire. En voici les différences en termes de géologie (par ordre alphabétique des appellations) :
- L'anjou : schistes ardoisiers et sols crayeux[9].
- L'anjou-coteaux-de-la-loire : sols schisteux, calcaires[10].
- L'anjou villages : Sols peu profonds sur schistes[11].
- L'anjou villages brissac : sols sur schistes du Silurien et de l'Ordevicient[12].
- Le bonnezeaux : terrains schisteux, parsemé de sables gréseux et de phtanites[13].
- Bourgueil : sur trois niveaux, îlots caillouteux émergeant des alluvions les plus récentes, haute terrasse sablo-graveleuse (alluvions anciennes) et côtes calcaires adossées à la forêt[14].
- Le cabernet d'Anjou : faluns et schistes[15].
- Le châteaumeillant : sols sableux, siliceux, gréseux[16].
- Le cheverny et cour-cheverny : sables et argiles de Sologne, sables et graviers de terrasses de la Loire, calcaire de Beauce[17].
- Le chinon : il procède de deux types de terroirs : terrasses de graviers en bordure de Vienne, côtes argilo-calcaires en retrait. Les terrasses de la Loire sont très sableuses[18].
- Le coteaux-d'ancenis : terrains schisto-argileux, avec quelques secteurs granitiques[19].
- Le coteaux-de-l'aubance : les limons argileux sont issus de l'altération superficielle des schistes. Sols épais, lourds et humides[20].
- Le coteaux-du-giennois : sols siliceux, graveleux et calcaires[21].
- Le coteaux-du-layon : terrain à dominante schisteuse, argilo-schisteuse et siliceuse[22].
- Le chaume : schistes et poudingues du carbonifère[23].
- Le coteaux-du-loir : sols argilo-siliceux, sur craie tuffeau[24].
- Le coteaux-du-vendômois : argiles à silex sur soubassement calcaire[25].
- Le côtes-d'auvergne : sols de nature variée : Sablo-siliceux, argilo-calcaires, basaltiques[26].
- Le côtes-du-forez : sables granitiques et sols volcaniques[27].
- Le côte-roannaise : Sols d'arènes granitiques[28].
- Le fiefs-vendéens : terrains variés d'origine primaire[29].
- Le gros-plant-du-pays-nantais : terrain souvent sablonneux et siliceux[30].
- Le haut-poitou : terres argilo-calcaires appelées « argile à silex du Poitou » ainsi que sur les sols argilo-siliceux sur sous-sol calcaire[31].
- Le jasnières : sols argilo-calcaires et argilo-siliceux, sur craie tuffeau[32].
- Le menetou-salon : terrains calcaires du portlandien, marnes kimmérigdienne[33].
- Le montlouis : principalement des argiles à silex (« perruches ») et des sables alluvionnaires dans l'interfluve de la Loire et du Cher[34].
- Le muscadet : terrains primaires, tour à tour sableux, schisteux et granitiques[35].
- Le muscadet-coteaux-de-la-loire : Terrains schisteux, parfois granitiques[36].
- Le muscadet-sèvre-et-maine : terrains anciens du Massif armoricain (granites, gneiss, gabbro…) et sols plutôt légers[37].
- L'Orléans : terrains argilo-siliceux et gravelo-siliceux[38].
- Le pouilly-fumé : deux grands types de terrains, marnes kimméridgiennes et argiles à silex[39].
- Le pouilly-sur-loire : même terroir que le pouilly-fumé, avec une prédilection pour les terres argilo-calcaires[40].
- Le quarts-de-chaume : schistes mêlés d'éléments divers (silice, silicate, microgranites...)[41].
- Le quincy : zone viticole sur des sables et cailloutis alluvionnaires quaternaires qui couvrent la formation lacustre. Sols siliceux[42].
- Le reuilly : sols sablo-graveleux et argilo-calcaires (marnes kimméridgiennes)[43].
- Le saint-nicolas-de-bourgueil : terrains essentiellement sablo-graveleux, à fond argileux. Quelques pentes argilo-calcaires[44].
- Le saint-pourçain : terrains calcaires, graveleux et granitiques[45].
- Le sancerre : on distingue trois grands types de sols, d'ouest en est, marnes kimméridgiennes, calcaires secs fortement pierreux (caillottes), sols siliceux riches en silex[46].
- Le saumur : terrains sédimentaires, terres blanches de craie tuffeau[47].
- Le saumur-champigny : les vignes se trouvent sur les sols carbonatés développés sur les tuffeaux et sables calcaires turoniens et sur les sols sablo-argileux[48].
- Le savennières : schistes et schistes gréseux[49].
- Le vin du Thouarsais : sols argilo-siliceux[50].
- Le touraine : Surtout concentré le long de la vallée du Cher (argiles à silex), terrains sablo-graveleux...)[51].
- Le touraine-amboise : les sols peuvent être carbonatés, sur tuffeau en haut des pentes, ou, plus souvent, siliceux et assez lourds, sur sables et graviers argileux[52].
- Le touraine-azay-le-rideau : sols argilo-calcaires[53].
- Le touraine-mesland : sols argilo-siliceux, parsemés de sables anciens[54].
- Le touraine-noble-joué : sols calcaires composés de cailloux et d'argile à silex[55].
- L'urfé : sols granitiques et sableux, roches volcaniques et basalte[56]
- Le valençay : Principalement composé d'argiles à silex[57].
- Le vouvray : le vignoble se trouve sur un plateau, les sols sont calcaires, sableux et argilo-siliceux[58].

### Climatologie
Globalement tempéré, le climat varie d'océanique (Pays de la Loire), en passant par océanique dégradé — à influence continentale (Touraine, Centre-Loire), à légèrement montagnard (Massif central).

#### Nantes
Climatologie de Nantes en 2007 :
| Mois                                                     | Janv | Fév  | Mars | Avr  | Mai  | Juin | Juil | Août | Sept | Oct  | Nov  | Déc | Année |
| -------------------------------------------------------- | ---- | ---- | ---- | ---- | ---- | ---- | ---- | ---- | ---- | ---- | ---- | --- | ----- |
| Températures minimales moyennes (°C)                     | 5,4  | 6,3  | 4,2  | 9    | 11,1 | 12,9 | 13,5 | 13,1 | 9,6  | 8,4  | 3,8  | 2.1 | 8,3   |
| Températures moyennes (°C)                               | 8,3  | 9,4  | 8,7  | 14,8 | 14,9 | 17,4 | 17,5 | 17,8 | 15,4 | 12,7 | 8,0  | 5,8 | 12,5  |
| Températures maximales moyennes (°C)                     | 11,1 | 12,5 | 13,1 | 20,5 | 18,6 | 21,9 | 21,5 | 22,4 | 21,2 | 17   | 12,2 | 9,4 | 16,8  |
| Source : Climatologie mensuelle de 2007 - Nantes, France |      |      |      |      |      |      |      |      |      |      |      |     |       |

#### Angers
Pour la ville d'Angers (64 m), les valeurs climatiques de 1947 à 2008 :
| Mois                                                  | Janv | Fév  | Mars | Avr  | Mai  | Juin | Juil | Août | Sept | Oct  | Nov  | Déc  | Année |
| ----------------------------------------------------- | ---- | ---- | ---- | ---- | ---- | ---- | ---- | ---- | ---- | ---- | ---- | ---- | ----- |
| Températures minimales moyennes (°C)                  | 2,1  | 2,2  | 3,9  | 5,6  | 8,9  | 11,8 | 13,6 | 13,4 | 11,3 | 8,4  | 4,6  | 2,8  | 7,4   |
| Températures moyennes (°C)                            | 5    | 5,7  | 8,2  | 10.4 | 13,9 | 16,2 | 19,2 | 19,1 | 16,5 | 12,7 | 8    | 5,6  | 11,8  |
| Températures maximales moyennes (°C)                  | 7,9  | 9,2  | 12,6 | 15,3 | 19   | 22,6 | 24,9 | 24,7 | 21,8 | 17   | 11,4 | 8,4  | 16,2  |
| Moyennes mensuelles de précipitations (mm)            | 62,1 | 50,8 | 51,7 | 44,6 | 54,4 | 41,2 | 43,8 | 44,9 | 52,2 | 59,6 | 64,5 | 63,4 | 633,4 |
| Durée mensuelle d'ensoleillement (heures/mois)        | 70   | 92   | 141  | 179  | 201  | 234  | 248  | 237  | 191  | 129  | 89   | 65   | 1877  |
| Source : Climatologie de 1947 à 2008 - Angers, France |      |      |      |      |      |      |      |      |      |      |      |      |       |

#### Tours
Pour la ville de Tours (108 m), les valeurs climatiques de 1965 à 1990 :
| Mois                                                                              | Janv | Fév  | Mars | Avr  | Mai  | Juin | Juil | Août | Sept | Oct  | Nov  | Déc  | Année |
| --------------------------------------------------------------------------------- | ---- | ---- | ---- | ---- | ---- | ---- | ---- | ---- | ---- | ---- | ---- | ---- | ----- |
| Températures minimales moyennes °C                                                | 1,6  | 2    | 3,3  | 5    | 8,4  | 11,4 | 13,1 | 12,9 | 10,8 | 7,9  | 3,8  | 2,3  | 6,9   |
| Températures moyennes °C                                                          | 4,2  | 5,1  | 7,3  | 9,6  | 13,2 | 16,5 | 18,9 | 18,6 | 16,1 | 12,3 | 7,1  | 4,8  | 11,2  |
| Températures maximales moyennes °C                                                | 6,9  | 8,2  | 11,3 | 14,3 | 18,1 | 21,7 | 24,6 | 24,3 | 21,4 | 16,7 | 10,5 | 7,4  | 15,4  |
| Moyennes mensuelles de précipitations (mm)                                        | 63,3 | 61,6 | 54,3 | 51,4 | 67,5 | 47,5 | 53   | 40,9 | 54,3 | 61   | 63   | 65,9 | 683,7 |
| Source : Archives climatologiques mensuelles - Tours Saint-Symphorien (????-1990) |      |      |      |      |      |      |      |      |      |      |      |      |       |

#### Orléans
Pour la ville d'Orléans (125 m), les valeurs climatiques de 1961 à 1990 :
| Mois                                                               | Janv | Fév  | Mars | Avr  | Mai  | Juin | Juil | Août | Sept | Oct  | Nov  | Déc  | Année |
| ------------------------------------------------------------------ | ---- | ---- | ---- | ---- | ---- | ---- | ---- | ---- | ---- | ---- | ---- | ---- | ----- |
| Températures minimales moyennes (°C)                               | 0,3  | 0,8  | 2,2  | 4,3  | 7,8  | 10,7 | 12,6 | 12,3 | 10,3 | 7,3  | 3,3  | 1,1  | 6,1   |
| Températures moyennes (°C)                                         | 3,1  | 4,2  | 6,6  | 9,3  | 12,9 | 16,2 | 18,5 | 18,2 | 15,8 | 11,7 | 6,6  | 3,8  | 10,6  |
| Températures maximales moyennes (°C)                               | 5,9  | 7,6  | 10,9 | 14,3 | 18,1 | 21,6 | 24,4 | 24,0 | 21,2 | 16,2 | 9,9  | 6,5  | 15,1  |
| Cumuls mensuels de précipitations (mm)                             | 55,2 | 49,7 | 51,8 | 47,9 | 65,8 | 47,5 | 52,4 | 45,3 | 49,3 | 57,9 | 60,1 | 54,3 | 637,2 |
| Source : Archives climatologiques mensuelles - Orléans (1961-1990) |      |      |      |      |      |      |      |      |      |      |      |      |       |

#### Bourges
Pour la ville de Bourges (161 m), les valeurs climatiques de 1961 à 1990 :
| Mois                                                               | Janv | Fév  | Mars | Avr  | Mai  | Juin | Juil | Août | Sept | Oct  | Nov  | Déc  | Année |
| ------------------------------------------------------------------ | ---- | ---- | ---- | ---- | ---- | ---- | ---- | ---- | ---- | ---- | ---- | ---- | ----- |
| Températures minimales moyennes °C                                 | 0,5  | 1,2  | 2,7  | 5    | 8,3  | 11,3 | 13,3 | 13   | 10,8 | 7,6  | 3,5  | 1,1  | 6,5   |
| Températures moyennes °C                                           | 3,3  | 4,7  | 7    | 9,8  | 13,3 | 16,7 | 19,2 | 18,8 | 16,3 | 12,1 | 6,8  | 4    | 11    |
| Températures maximales moyennes °C                                 | 6,2  | 8,2  | 11,3 | 14,6 | 18,4 | 22   | 25,2 | 24,5 | 21,8 | 16,7 | 10,2 | 6,8  | 15,5  |
| Moyennes mensuelles de précipitations (mm)                         | 60,5 | 58,7 | 60,1 | 51,7 | 80,8 | 56,9 | 51,8 | 59,4 | 61,2 | 59   | 59,4 | 63,1 | 722,5 |
| Source : Archives climatologiques mensuelles - Bourges (1961-1990) |      |      |      |      |      |      |      |      |      |      |      |      |       |

#### Clermont-Ferrand
Pour la ville de Clermont-Ferrand (329 m), les valeurs climatiques de 1961 à 1990 :
| Mois                                                                        | Janv | Fév  | Mars | Avr  | Mai  | Juin | Juil | Août | Sept | Oct  | Nov | Déc  | Année |
| --------------------------------------------------------------------------- | ---- | ---- | ---- | ---- | ---- | ---- | ---- | ---- | ---- | ---- | --- | ---- | ----- |
| Températures minimales moyennes (°C)                                        | -0,7 | 0,3  | 1,8  | 4,2  | 7,8  | 11   | 13   | 12,6 | 10,3 | 7    | 2,6 | -0,2 | 5,8   |
| Températures moyennes (°C)                                                  | 3,1  | 4,6  | 6,8  | 9,5  | 13,2 | 16,7 | 19,3 | 18,8 | 16,3 | 12,1 | 6,8 | 3,5  | 10,9  |
| Températures maximales moyennes (°C)                                        | 6,9  | 8,9  | 11,8 | 14,8 | 18,7 | 22,5 | 25,6 | 24,9 | 22,4 | 17,3 | 11  | 7,3  | 16    |
| Moyennes mensuelles de précipitations (mm)                                  | 29   | 27,3 | 29,5 | 45,2 | 91,9 | 67,5 | 47,8 | 73,8 | 57,8 | 51,3 | 36  | 33,5 | 590,8 |
| Source : Archives climatologiques mensuelles - Clermont-Ferrand (1961-1990) |      |      |      |      |      |      |      |      |      |      |     |      |       |

## Vignoble

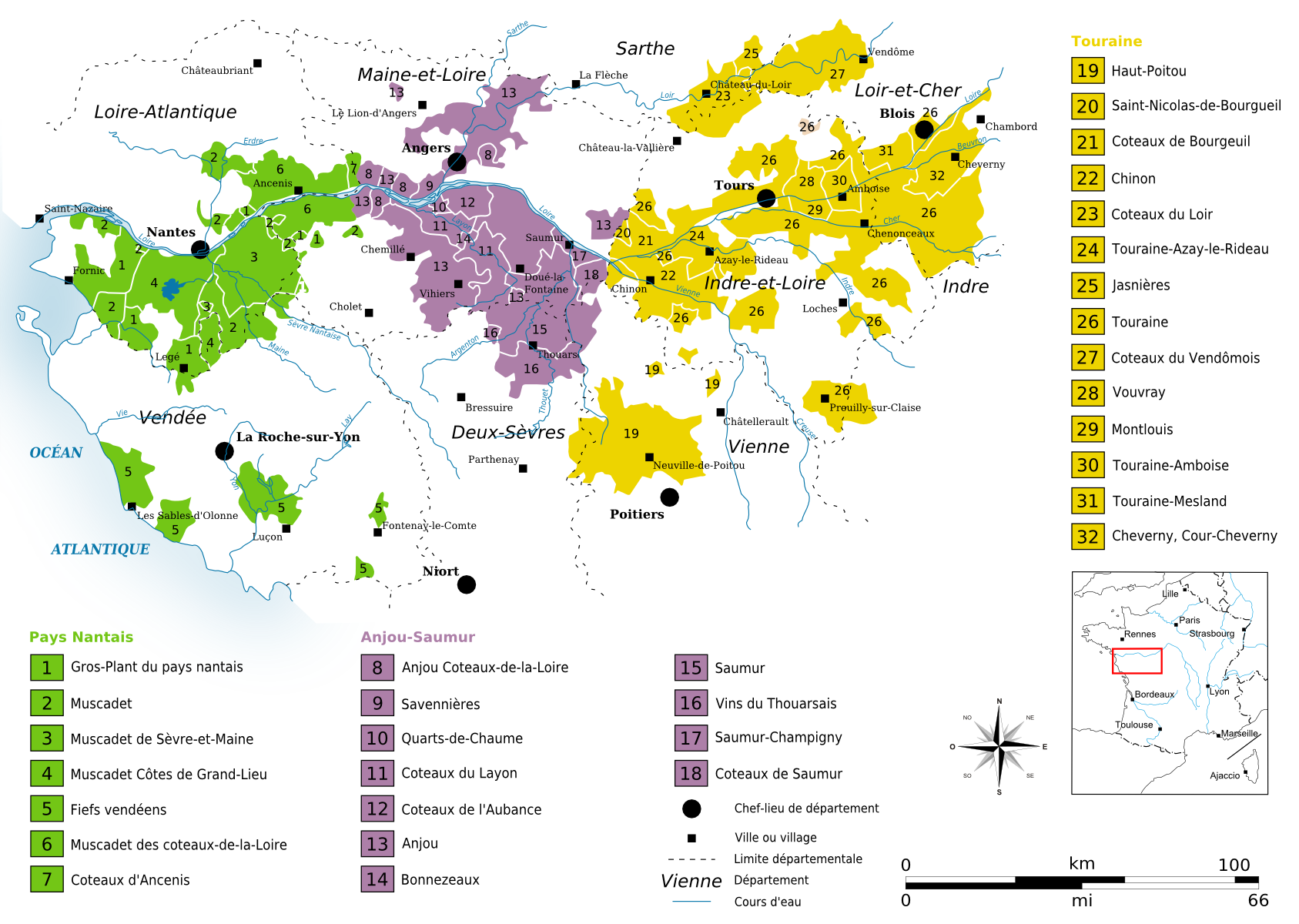
Les régions viticoles de Touraine, d'Anjou et de Basse Loire.

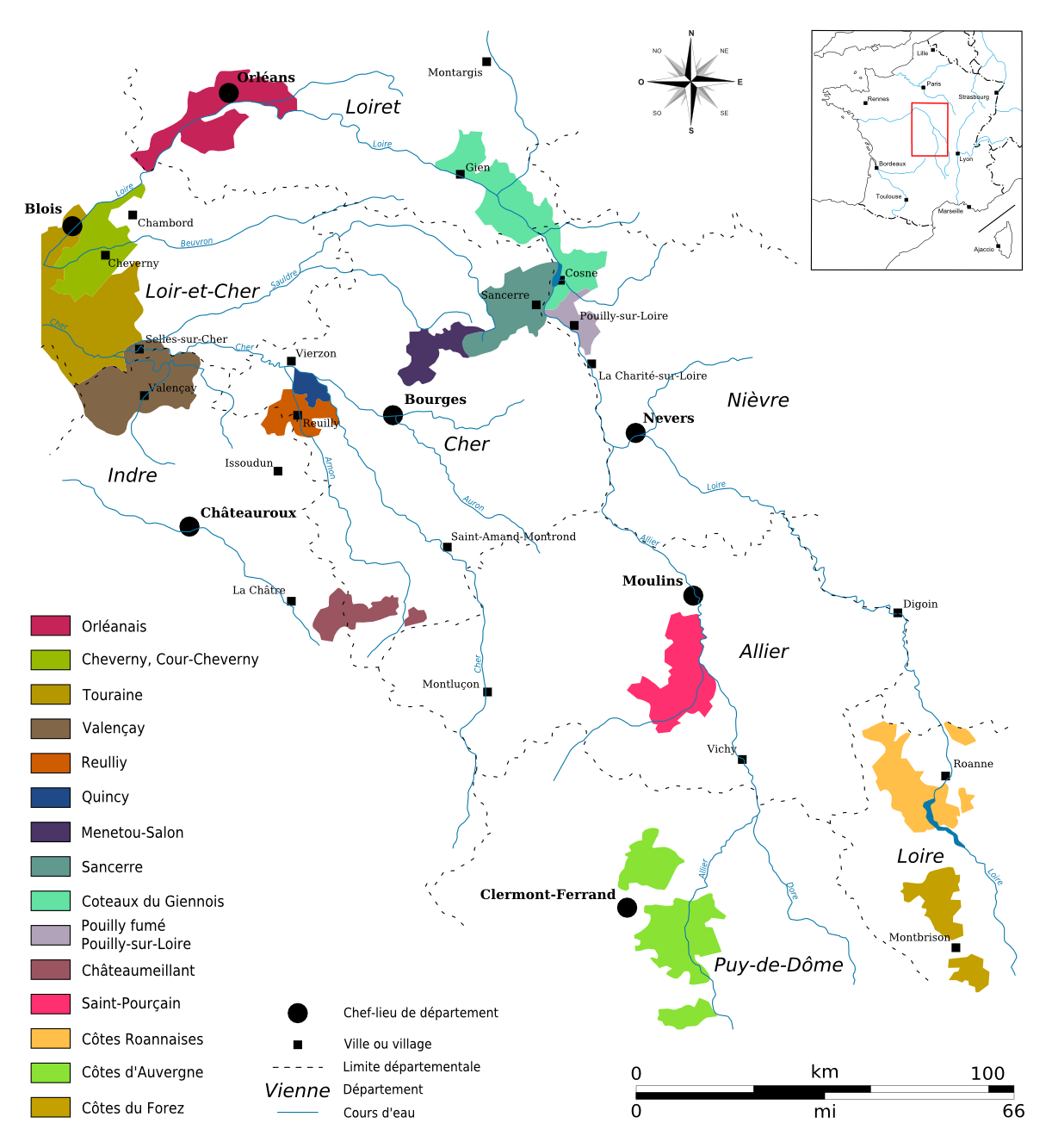
Les régions viticoles en amont de la Loire.

### Appellations régionales
- Le crémant de Loire, une AOC de vin effervescent, d'une superficie de 1 200 hectares[59]. Les cépages utilisés sont le chenin blanc, le chardonnay, le cabernet franc, le cabernet sauvignon et le pineau d'Aunis. Situé sur les aires d'appellations de l'anjou, du saumur et du touraine.
- Le rosé de Loire, une AOC de vins rosés. Elle représente une surface de 1 000 hectares[60]. Le cabernet franc, le cabernet sauvignon, le grolleau, le pineau d'Aunis, le gamay et le côt sont les cépages de cette appellation, située sur les aires de production d'Anjou et de Touraine.

### Vignobles nantais
Le vignoble du Pays nantais s'étend au sud et à l'est de Nantes, des rivages de l'Océan Atlantique à Ancenis sur le sud du département de la Loire-Atlantique. Il déborde un peu sur les départements de Vendée et de Maine-et-Loire.
- Le coteaux-d'ancenis (AOVDQS depuis 1973)[61] et AOC depuis 2011. Vin rouge, rosé et blanc. D'une superficie de 360 hectares[62]. Situé sur 16 communes de la Loire-Atlantique et 11 communes de Maine-et-Loire. Les cépages utilisés sont le gamay, le cabernet sauvignon, le cabernet franc, le chenin blanc et le pinot gris.
- Le gros-plant du Pays nantais (AOVDQS depuis 1954)[63] et AOC depuis 2011. Vin blanc. Représente une surface de production de 1 476 hectares[64], avec le cépage folle-blanche. Situé sur 92 communes du pays nantais.

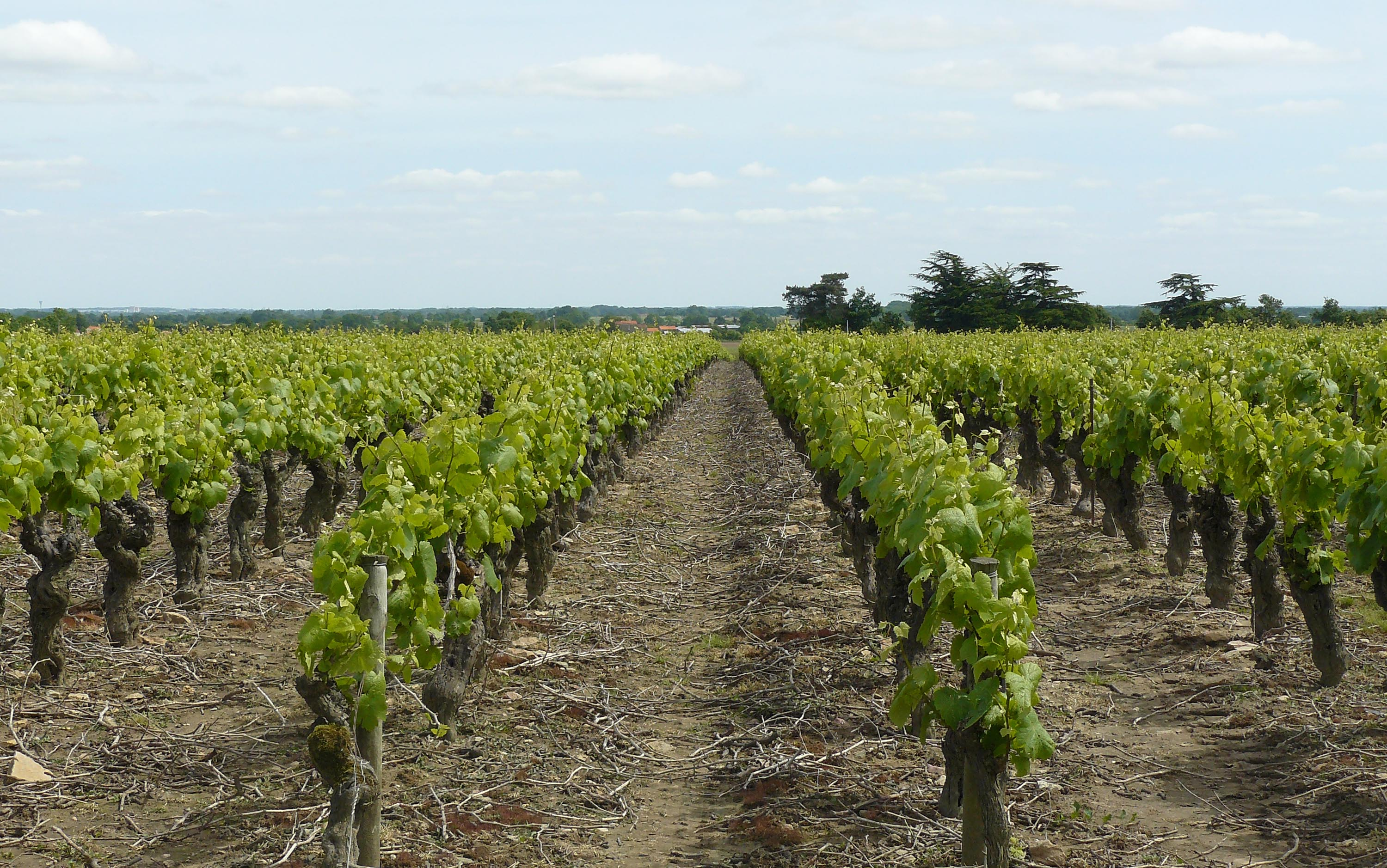
Vignoble du muscadet à Remouillé.

- Le muscadet, AOC, vin blanc, représente environ 13 000 hectares :
  - le muscadet (sans dénomination locale), AOC. Se compose d'une surface de 3 600 hectares[65] (cépage melon de Bourgogne). Situé sur 91 communes de la Loire-Atlantique, Vendée et Maine-et-Loire. Produit exclusivement en vin blanc.
  - Le muscadet-sèvre-et-maine, AOC. D'une superficie de 8 800 hectares[66], avec le cépage melon. Situé sur les cantons de Vertou, Loroux-Bottereau, Vallet et Clisson. Exploité uniquement en vin blanc.
  - Le muscadet-coteaux-de-la-loire, AOC. Représente une superficie de 189 hectares[67] (cépage melon). Situé sur 24 communes de la Loire-Atlantique et de Maine-et-Loire. Produit exclusivement en vin blanc.
  - Le muscadet-côtes-de-grandlieu, AOC. Vin blanc. D'une superficie de 300 hectares[68]. Produit avec le cépage melon. Situé sur 17 communes de la Loire-Atlantique et 2 communes de Vendée.

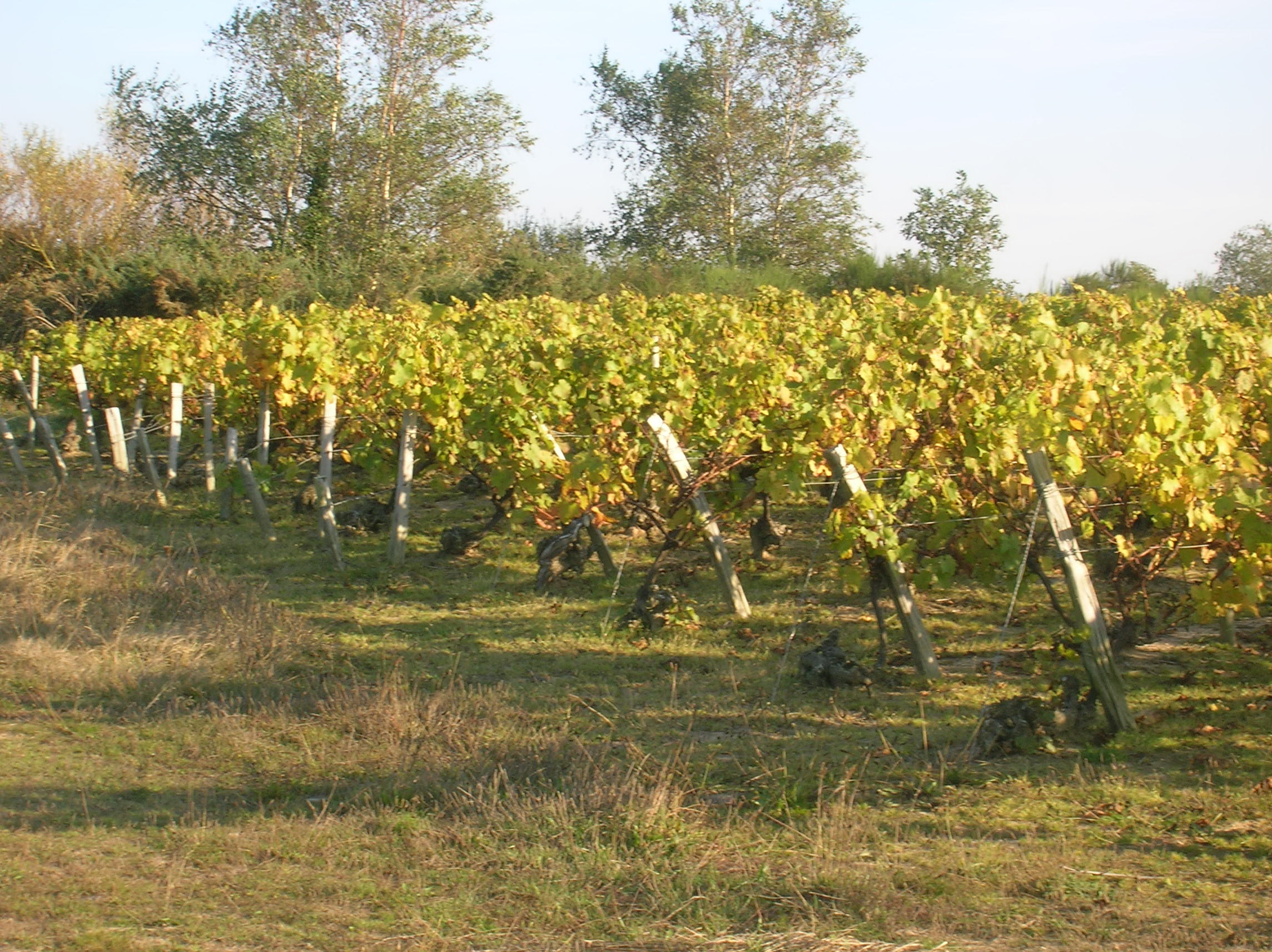
Vigne dans les « fiefs vendéens ».

- Les fiefs-vendéens, (AOVDQS depuis 1984) et AOC depuis 2011[69]. Vins rouges (40 %), rosés (40 %) et blancs (20 %). Se compose de cinq aires de production : Mareuil (330 hectares), Brem (80 hectares), Chantonnay (25 hectares), Pissotte (24 hectares) et Vix (40 hectares)[70]. Produit par 15 exploitations sur des communes de Vendée. Les cépages utilisés pour les vins rouges et rosés sont le gamay, le pinot noir, le cabernet franc, le cabernet sauvignon et la négrette ; pour les vins blancs ce sont le chenin blanc, le sauvignon, le chardonnay et le melon.

En Pays nantais, des passionnés ont réimplanté le cépage Berligou, qui était cultivé au XVe siècle et faisait le régal de la cour d'Anne de Bretagne.

### Vignobles d'Anjou
Cette région vinicole fait partie du Val de Loire et s'étend sur 140 km² soit environ 20 000 hectares en superficie de production, entre Angers, Chalonnes-sur-Loire, Saumur, Thouars et Montsoreau. La production représente 788 000 hectolitres en AOC et 30 000 hectolitres en AOVDQS. La répartition en couleur donnent : 35 % de vin rosé, 31 % de vin rouge, 18 % de vin blanc et 16 % de vin effervescent.
En Anjou, les cépages les plus utilisés pour la production de vins blanc sont le chenin et le sauvignon. Les vins rouges sont à base de cabernet franc ou de cabernet sauvignon. Les vins rosés, quant à eux, sont issus du grolleau, du cabernet franc, du cabernet sauvignon et du gamay.
- L'anjou (AOC), vin blanc et rouge. La surface représente 2 490 hectares[73]. Les vins blancs sont issus à 80 % du chenin, avec le chardonnay et le sauvignon comme cépages accessoires. Les vins rouges ont pour cépages le cabernet franc, le cabernet sauvignon et le pineau d'Aunis. Exploité sur 128 communes de Maine-et-Loire, 14 communes des Deux-Sèvres et 9 communes de la Vienne.
- L'anjou-gamay. Ce vignoble comprend 376 hectares[74], exploité exclusivement en vin rouge (cépage gamay). Il est implanté sur 128 communes de Maine-et-Loire, 14 communes des Deux-Sèvres et 9 communes de la Vienne.
- L'anjou villages (AOC). Ce vignoble comprend 199 hectares[11], exploité uniquement en vin rouge. S'étend sur 43 communes de Maine-et-Loire et 3 communes des Deux-Sèvres. Les deux cépages utilisés sont le cabernet-franc et le cabernet-sauvignon.
- L'anjou villages brissac (AOC). Ce vignoble comprend 104 hectares[12], exploité exclusivement en vin rouge (cépages cabernet franc et cabernet sauvignon). Situé sur les communes de Brissac-Quincé, Dénée, Juigné-sur-Loire, Mozé-sur-Louet, Mûrs-Erigné, Saint-Jean-des-Mauvrets, Saint-Melaine-sur-Aubance, Saint-Saturnin-sur-Loire, Soulaines-sur-Aubance et Vauchrétien dans le département de Maine-et-Loire.
- L'anjou fines bulles (AOC), vin effervescent. Ce vignoble représente 60 hectares[75]. Elle est implantée sur 128 communes de Maine-et-Loire, 14 communes des Deux-Sèvres et 9 communes de la Vienne. Les cépages utilisés sont le chenin blanc (à 80 %), le sauvignon et le chardonnay.
- L'anjou-coteaux-de-la-loire (AOC), vin blanc. Ce vignoble couvre une superficie de 120 hectares[76]. Il s'étend sur les communes de Chalonnes-sur-Loire, La Pommeraye, Le Mesnil-en-Vallée, Montjean-sur-Loire, Bouchemaine, Champtocé-sur-Loire, Ingrandes, La Possonnière, Saint-Georges-sur-Loire et Saint-Germain-des-Prés dans le département de Maine-et-Loire.
- Le bonnezeaux (AOC), vin blanc moelleux. Comprend une superficie de 120 hectares[77], situé sur la commune de Thouarcé (département de Maine-et-Loire). Il est issu à 100 % du chenin blanc.
- Le cabernet d'Anjou (AOC). Ce vignoble représente une superficie de 2 600 hectares[78], exploité exclusivement en vin rosé avec les cépages cabernet franc et cabernet sauvignon. Elle est implantée sur 128 communes de Maine-et-Loire, 14 communes des Deux-Sèvres et 9 communes de la Vienne. Étiquette de coteaux-du-layon.

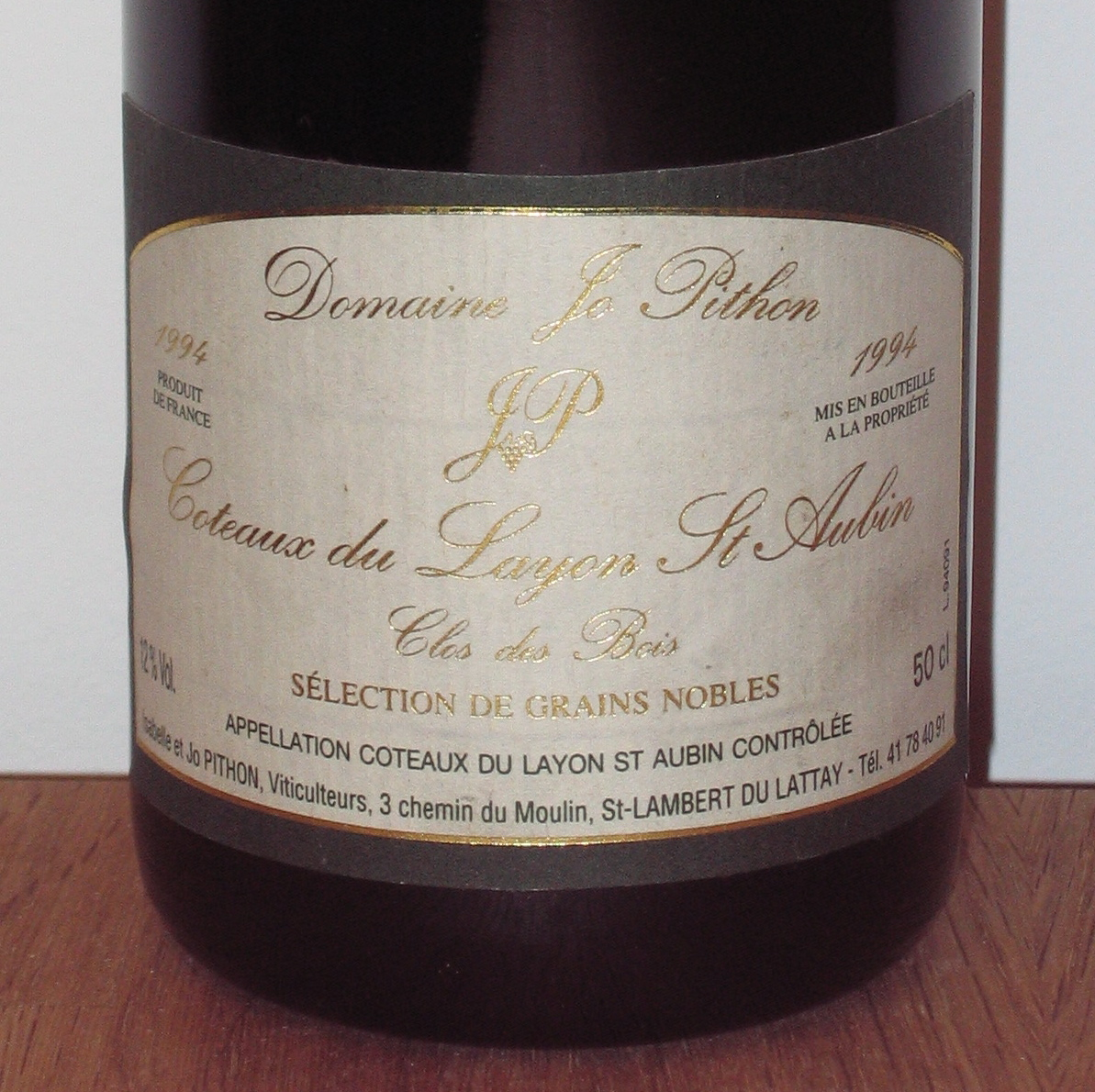
Étiquette de coteaux-du-layon.

- Le chaume (AOC), vin blanc moelleux. Ce vignoble couvre une superficie de 70 hectares[79] dans la commune de Rochefort-sur-Loire. Le cépage utilisé est le chenin blanc.
- Le coteaux-de-l'aubance (AOC), vin blanc liquoreux. Il comprend une superficie de 160 hectares[80] au sud d'Angers sur la rive gauche de la Loire. Le cépage utilisé est le chenin blanc.
- le coteaux-du-layon (AOC), vin blanc liquoreux. Cette appellation couvre une superficie de 1 700 hectares[81] au sud d'Angers. Les vignes sont plantées à flanc de coteau dans le bassin du Layon. Ce vin est issu à 100 % du chenin blanc. Certains terroirs peuvent bénéficier de l'appellation suivie du nom de la commune. Ce sont Beaulieu-sur-Layon, Faye-d'Anjou, Rablay-sur-Layon, Rochefort-sur-Loire, Saint-Aubin-de-Luigné et Saint-Lambert-du-Lattay.
- Le Quarts-de-chaume (AOC), vin blanc moelleux. Situé sur la commune de Rochefort-sur-Loire et représentant une superficie de 50 hectares[82]. Le cépage utilisé est le chenin blanc.
- Le rosé d'Anjou (AOC). Ce vignoble comprend 2 200 hectares[83], exploité exclusivement en vin rosé. Elle est implantése sur 128 communes de Maine-et-Loire, 14 communes des Deux-Sèvres et 9 communes de la Vienne. Les cépages utilisés sont le cabernet franc, le cabernet sauvignon, le pineau d'Aunis, le gamay et le côt.
- Le savennières (AOC), vin blanc sec ou moelleux. D'une superficie de 146 hectares[49] (cépage chenin blanc) sur les communes de Savennières, Bouchemaine et La Possonnière.
- Le vin du Thouarsais, vin rouge et blanc. Situé sur 16 communes des Deux-Sèvres. Comprend une superficie de 40 hectares.

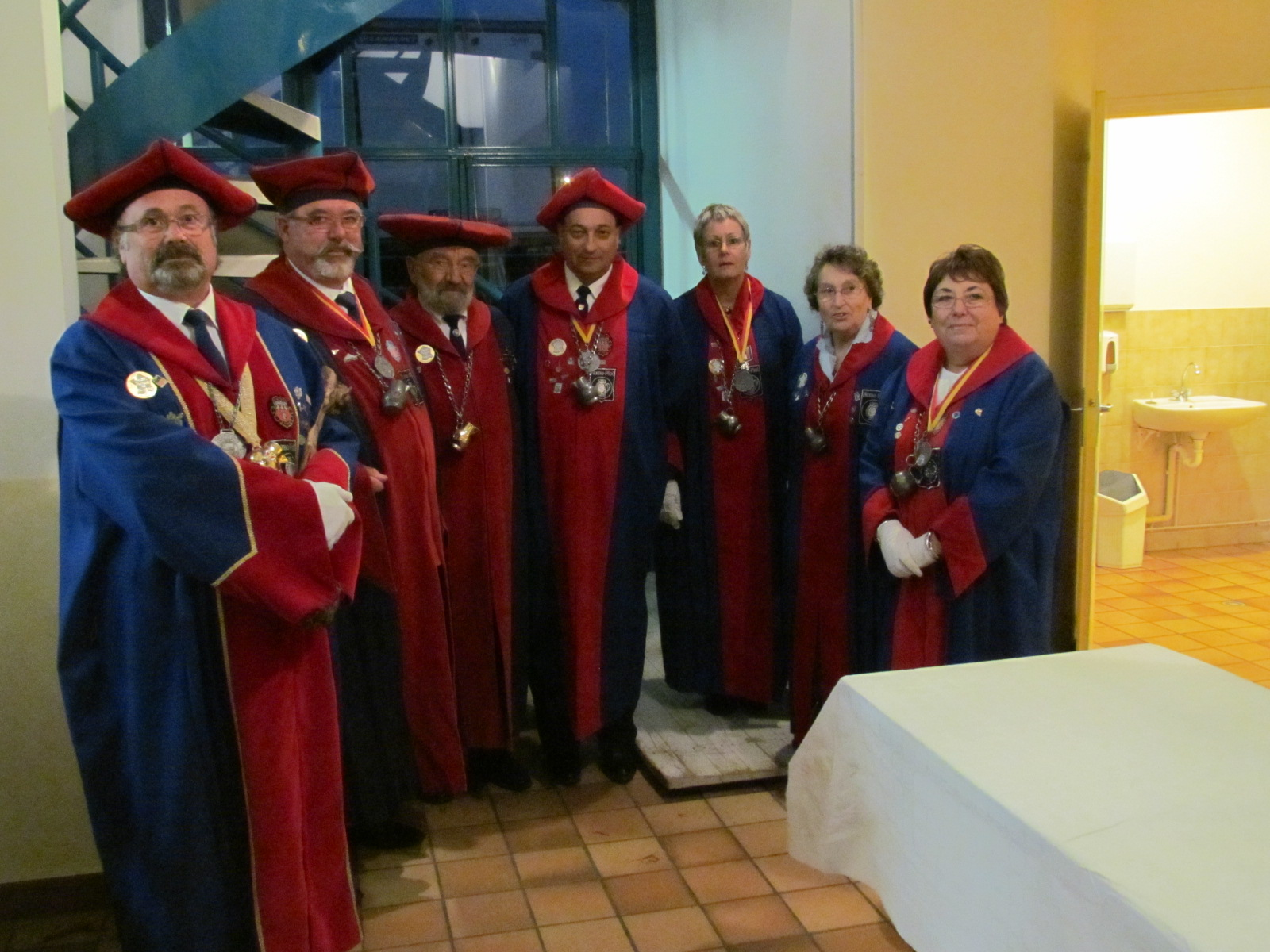
Confrérie des Hume-Piot de Loudun

- Le coteaux-de-saumur, AOC. Vin blanc moelleux. D'une superficie de 50 hectares[84]. Situé sur 20 communes de Maine-et-Loire, 9 communes de la Vienne et 2 communes des Deux-Sèvres. Le cépage utilisé est le chenin blanc. Dans les vignobles de l'appellation saumur-champigny, à Turquant.

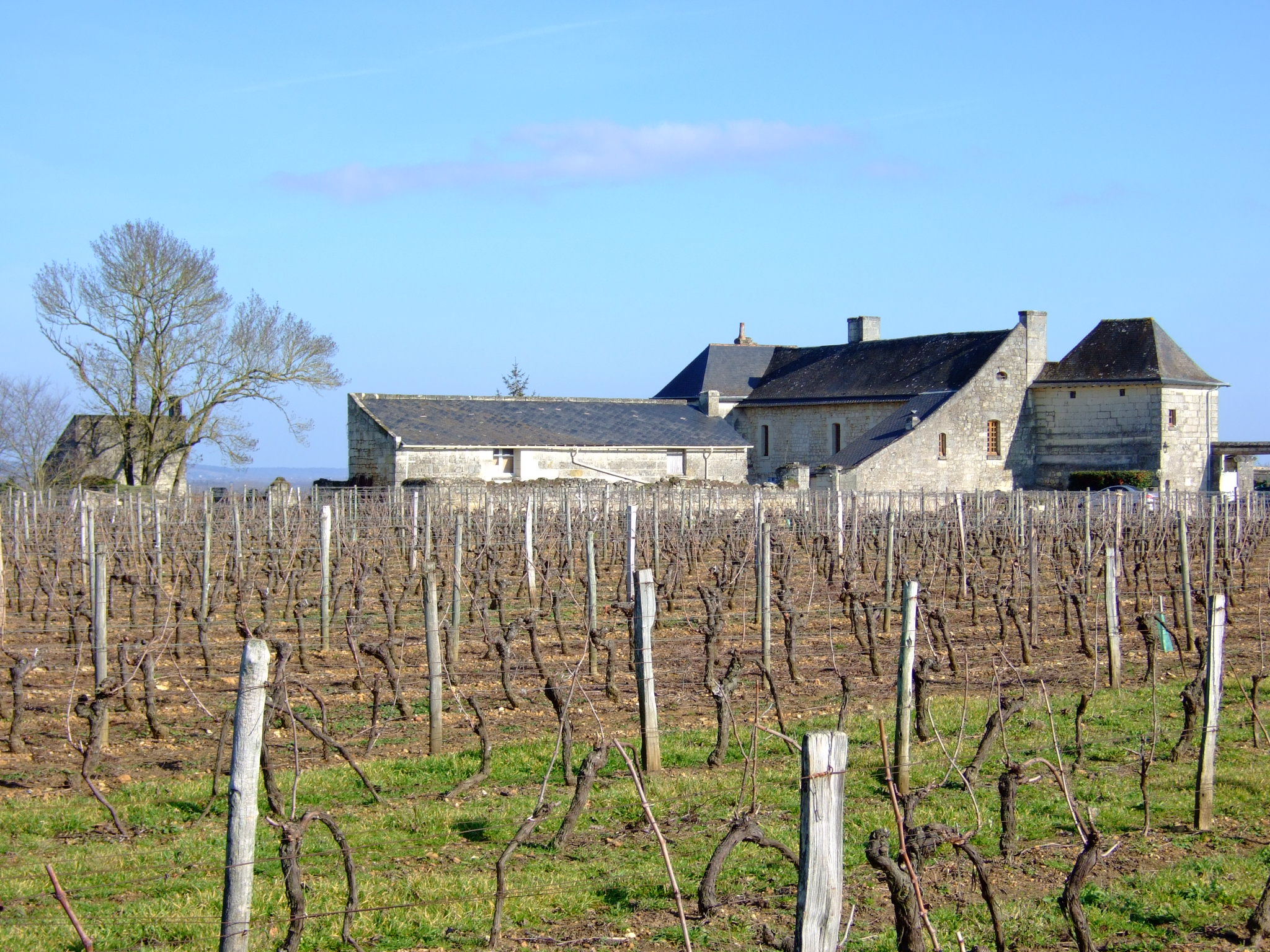
Dans les vignobles de l'appellation saumur-champigny, à Turquant.

- Le saumur, AOC. Vin blanc sec, demi-sec (cépages chenin blanc, chardonnay et sauvignon) et vin rouge (cépages cabernet franc, cabernet sauvignon et pineau d'Aunis). Représente une superficie de 1 260 hectares[85]. Situé sur 20 communes de Maine-et-Loire (38 pour les vins blancs), 9 communes de la Vienne et 2 communes des Deux-Sèvres.
- Le saumur brut, AOC. Vin effervescent. Il comprend une superficie de 1 400 hectares[86]. Situé sur 67 communes de Maine-et-Loire, 8 communes de la Vienne et 17 communes des Deux-Sèvres. Les cépages utilisés sont le chenin blanc, le chardonnay, le sauvignon, le cabernet franc, le cabernet sauvignon, le pineau d'Aunis et le grolleau.
- Le saumur-champigny, AOC. Vin rouge. D'une superficie de 1 580 hectares[87]. Situé sur les communes de Chacé, Dampierre-sur-Loire, Montsoreau, Parnay, Saint-Cyr-en-Bourg, Saumur, Souzay-Champigny, Turquant et Varrains. Les cépages utilisés sont le cabernet franc, le cabernet sauvignon et le pineau d'Aunis.

### Vignobles de Touraine
Le vignoble de Touraine s'étend sur les bords de Loire. Le principal ensemble s'étend des portes de Saumur à Orléans. Ce vignoble s'étend sur six départements : l'Indre, l'Indre-et-Loire, le Loir-et-Cher, le Loiret, la Sarthe et la Vienne.
Les vins blancs sont issus de trois cépages : le pineau blanc de la Loire, le sauvignon et l'arbois. En rouge, on trouve le cabernet franc, le cabernet-sauvignon, le grolleau et le pineau d'Aunis.

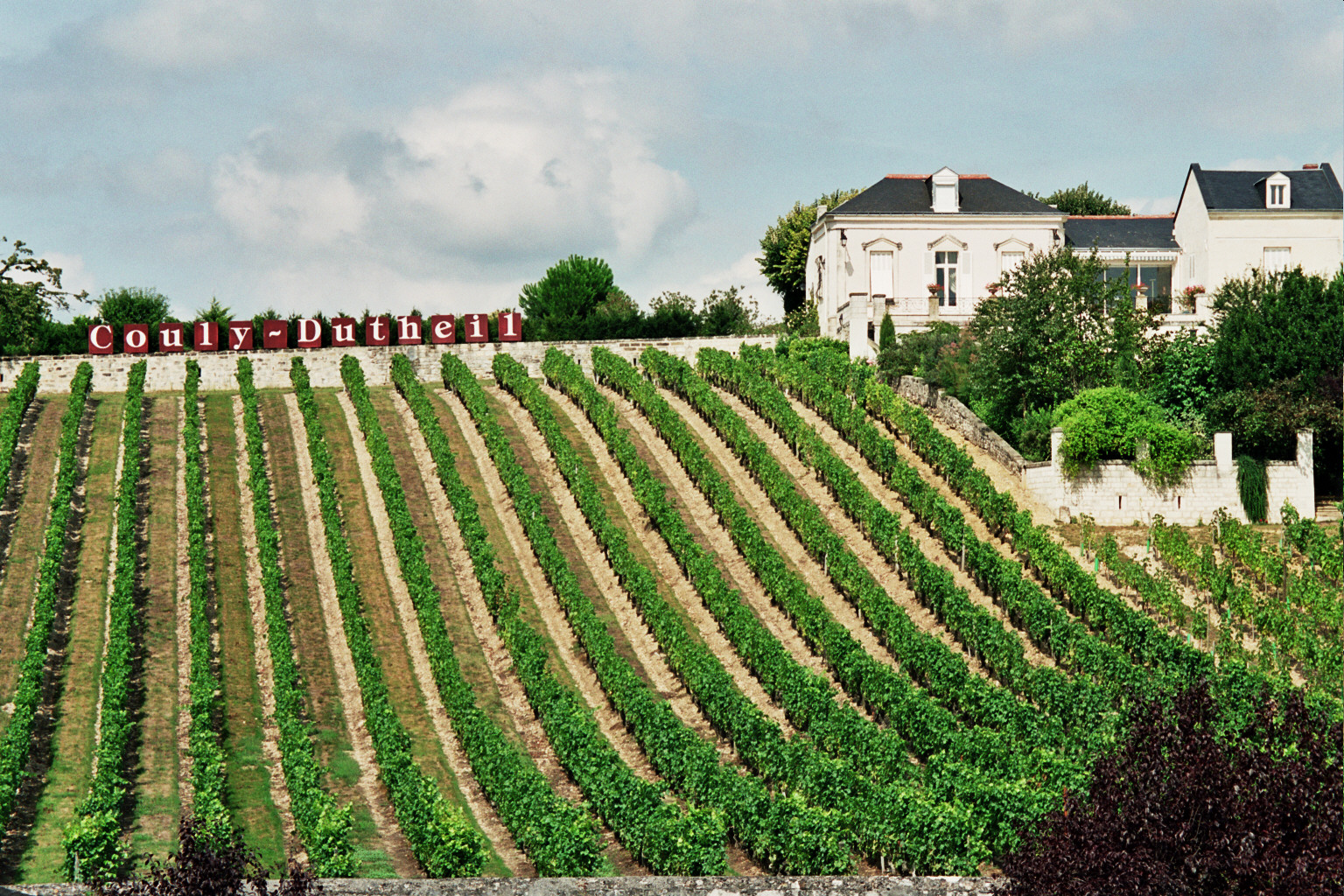
Vignoble du val de Loire à Chinon.

- Le bourgueil, une AOC de vins rouges qui représente une superficie de 1 400 hectares[88],[89]. Situé sur les communes de Restigné, Benais, Ingrandes-de-Touraine, Saint-Patrice, Chouzé-sur-Loire, La Chapelle-sur-Loire et Bourgueil. Les cépages utilisés sont le cabernet franc et le cabernet sauvignon.Bouteille de saint-nicolas-de-bourgueil.

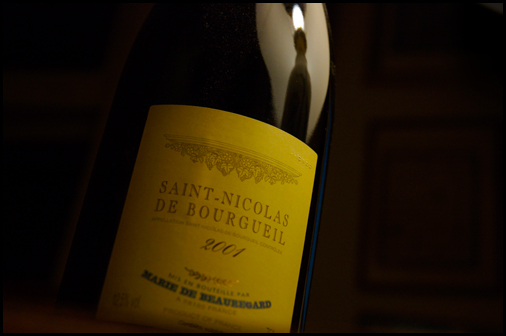
Bouteille de saint-nicolas-de-bourgueil.

- Le saint-nicolas-de-bourgueil, une AOC de vins rouges et rosés et d'une superficie de 1 050 hectares[90],[89] avec comme cépages le cabernet franc et le cabernet sauvignon. Situé en Indre-et-Loire sur les communes de Lhomme et Saint-Nicolas-de-Bourgueil.
- Le chinon, une AOC de vins rouges et blancs. La superficie est de 2 300 hectares[91]. Situé 19 communes d'Indre-et-Loire. Les vins rouges ont pour cépages le cabernet franc et le cabernet sauvignon ; pour les vins blancs le chenin blanc.
- Le cheverny, une AOC de vins rouges, rosés et blancs. Possède une surface de 532 hectares[17]. Situé sur 24 communes de Loir-et-Cher. Les cépages utilisés pour les vins rouges et rosés sont le gamay, le pinot noir, le cabernet franc, le côt et le pineau d'Aunis ; pour les vins blancs le sauvignon, le chardonnay et le chenin blanc.
- Le coteaux-du-loir, une AOC de vins rouges, rosés et blancs qui se compose d'une superficie de 80 hectares[92] avec le chenin blanc et le chardonnay pour les vins blancs ; et le pineau d'Aunis, le cabernet franc, le cabernet sauvignon, le côt, le gamay et le grolleau pour les vins rouges et rosés. Situé sur 16 communes de la Sarthe et 6 communes d'Indre-et-Loire.
- Le coteaux-du-vendômois, une AOC depuis 2001 qui représente une surface de 152 hectares[93]. Situé sur 28 communes de Loir-et-Cher. Les cépages utilisés pour les vins rouges sont le pineau d'Aunis, le cabernet franc, le pinot noir et le gamay ; ceux pour les vins blancs sont le chenin blanc et le chardonnay.

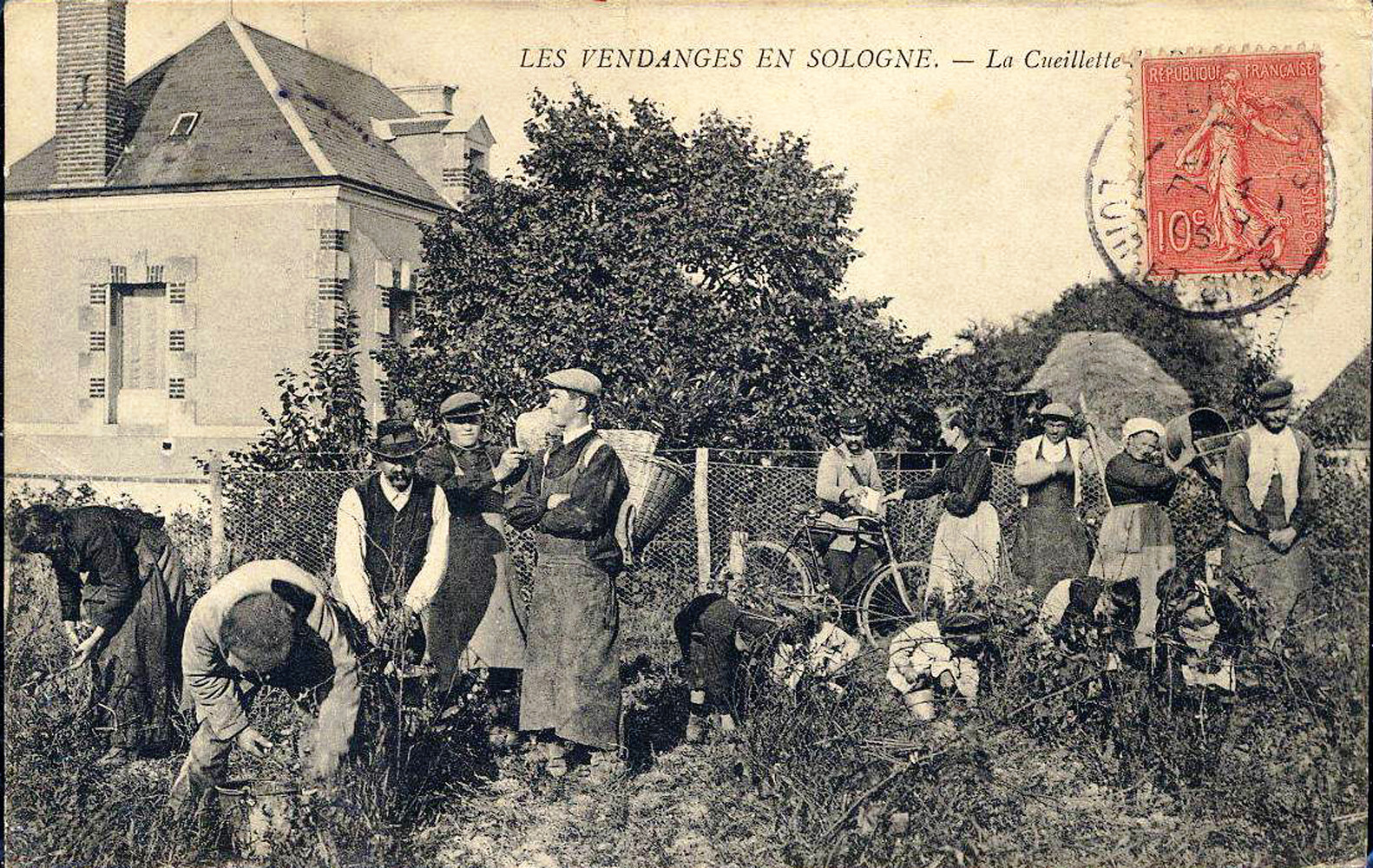
Vendanges à Cour-Cheverny en 1905

- Le cour-cheverny, AOC. Vin blanc. La superficie est de 58 hectares[94] (cépage romorantin). Situé sur les communes de Cellettes, Cheverny, Chitenay, Cormeray, Cour-Cheverny, Huisseau-sur-Cosson, Montlivault, Mont-près-Chambord, Saint-Claude-de-Diray, Tour-en-Sologne et Vineuil.
- Le haut-poitou, une AOC de vins rouges, rosés et blancs. Le vignoble, d'une superficie de 754 hectares[95], s'étend sur 2 communes des Deux-Sèvres et 45 communes de la Vienne. Les cépages rouges sont le gamay, le cabernet franc, le cabernet sauvignon, le pinot noir, le merlot, le côt et le grolleau. Pour les blancs, les cépages sont le sauvignon, le chardonnay, le chenin blanc et le fié gris.
- Le jasnières, une AOC de vins blancs qui possède une superficie de 65 hectares[96]. Situé sur les communes de Lhomme et Ruillé-sur-Loir. Le chenin blanc est le cépage qui est utilisé sur cette appellation.
- Le montlouis, une AOC de vins blancs et effervescents qui représente une surface de 370 hectares[97] (cépage chenin blanc). Situé sur les communes de Lussault-sur-Loire, Montlouis-sur-Loire et Saint-Martin-le-Beau dans le département d'Indre-et-Loire.
- Le touraine une AOC de vins rouges, rosés et blancs qui comprend une surface de 5 500 hectares[98]. Situé sur 101 communes d'Indre-et-Loire et 40 communes de Loir-et-Cher. Les cépages utilisés sont le gamay, le cabernet franc, le cabernet sauvignon, le côt et le pinot noir pour les vins rouges. Le cabernet franc, le cabernet sauvignon, le côt, le gamay, le grolleau noir et gris, le meunier, le pineau d’Aunis, le pinot gris et le pinot noir pour les rosés. Ceux pour les vins blancs sont le sauvignon blanc en tant que cépage principal et le sauvignon gris en tant que cépage accessoire.
- Le touraine-amboise, une AOC, depuis 1955, de vins rouges, rosés et blancs (secs à moelleux) qui représente une superficie de 218 hectares[99] avec les cépages côt pour les vins rouges, côt et gamay pour les vins rosés ; le chenin blanc pour les vins blancs. Situé sur les communes de Amboise, Cangey, Chargé, Limeray, Montreuil-en-Touraine, Mosnes, Nazelles-Négron, Pocé-sur-Cisse et Saint-Ouen-les-Vignes.
- Le touraine-azay-le-rideau, une AOC de vins rouges, rosés et blancs qui se compose d'une superficie de 60 hectares[100]. Situé sur les communes d'Artannes-sur-Indre, d'Azay-le-Rideau, de Cheillé, de Lignières-de-Touraine, de Rivarennes, de Saché, de Thilouze et de Vallères. Les cépages de l'appellation sont le grolleau, le gamay, le côt, le cabernet franc et le cabernet sauvignon pour les vins rouges et rosés ; le chenin blanc pour les vins blancs.
- Le touraine-mesland, une AOC de vins rouges, rosés et blancs. D'une surface de 105 hectares[101]. Situé sur les communes de Chambon-sur-Cisse, Chouzy-sur-Cisse, Mesland, Molineuf, Monteaux et Onzain. Les cépages pour les vins rouges et rosés sont le gamay, le cabernet franc et le côt. Le cépage pour les vins blancs est le chenin blanc.
- Le Touraine-Oisly, est une AOC de vins blancs depuis 2011. Située sur 10 communes du Loir-et-Cher (Chémery, Choussy, Contres, Couddes, Méhers, Oisly, Sassay, Soings-en-Sologne, Saint-Romain-sur-Cher, Thenay). Le seul cépage autorisé est le sauvignon blanc.
- Le Touraine-Chenonceaux est une AOP depuis 2011. Située sur 26 communes (8 dans l'Indre-et-Loire et 1! dans le Loir-et-Cher). Elle produit des vins blancs à base de sauvignon blanc, et des vins rouges à base de cabernet franc, de côt et de gamay.
- Le touraine-noble-joué, une AOC de vins rosés qui comprend une superficie de 28 hectares[102] sur les communes de Chambray-lès-Tours, Esvres, Joué-lès-Tours, Larçay et Saint-Avertin. Les cépages utilisés sont le pinot gris, le pinot meunier et le pinot noir.
- Le vouvray, une AOC de vins blancs secs à moelleux et effervescents qui représente une surface de 2 000 hectares[103] (cépage chenin blanc). Situé sur les communes de Chançay, Noizay, Parçay-Meslay, Reugny, Rochecorbon, Vernou-sur-Brenne et Vouvray.

### Vignoble du Centre

#### Vignobles de l'Orléanais
Les vignobles de l'Orléanais (département du Loiret) sont proches de ceux de la Touraine. Leurs qualités sont reconnues depuis septembre 2006 par l'obtention de trois AOC :
- L'orléans avec une superficie de 88 hectares[104]. Vin rouge, rosé et blanc. Les cépages sont le pinot noir, le pinot meunier et le cabernet franc pour les vins rouges et rosés ; le chardonnay et le pinot gris pour les vins blancs. Situé sur les communes de Baule, Beaugency, Chécy, Cléry-Saint-André, Mardié, Mareau-aux-Prés, Meung-sur-Loire, Mézières-lez-Cléry, Olivet, Orléans, Saint-Ay, Saint-Hilaire-Saint-Mesmin et Saint-Jean-de-Braye.
- L'orléans-cléry qui représente une surface de 35 hectares[105]. Vin rouge uniquement. Le cépage utilisé est le cabernet franc. Situé sur les communes de Cléry-Saint-André, Mareau-aux-Prés, Mézières-lez-Cléry, Olivet et Saint-Hilaire-Saint-Mesmin.
- Le coteaux-du-giennois, AOC. Vin rouge, rosé et blanc. Représente une superficie de 196 hectares dont 84 hectares sont en vins blancs[106]. Situé sur 6 communes du Loiret et 8 communes de la Nièvre. Les cépages utilisés sont le pinot noir et le gamay pour les vins rouges et rosés et le sauvignon pour les vins blancs.

#### Vignobles du Centre-Loire
Ce vignoble est réparti sur les départements suivants : le Cher, l'Indre, le Loiret, le Loir-et-Cher et la Nièvre.
Les cépages utilisés sont le gamay, le pinot noir, le côt, le cabernet-sauvignon, le cabernet-franc... en vin rouge. On utilise également le pinot gris pour le rosé. Pour le vin blanc, il s'agit du sauvignon et du chasselas (uniquement pour le pouilly-sur-loire).

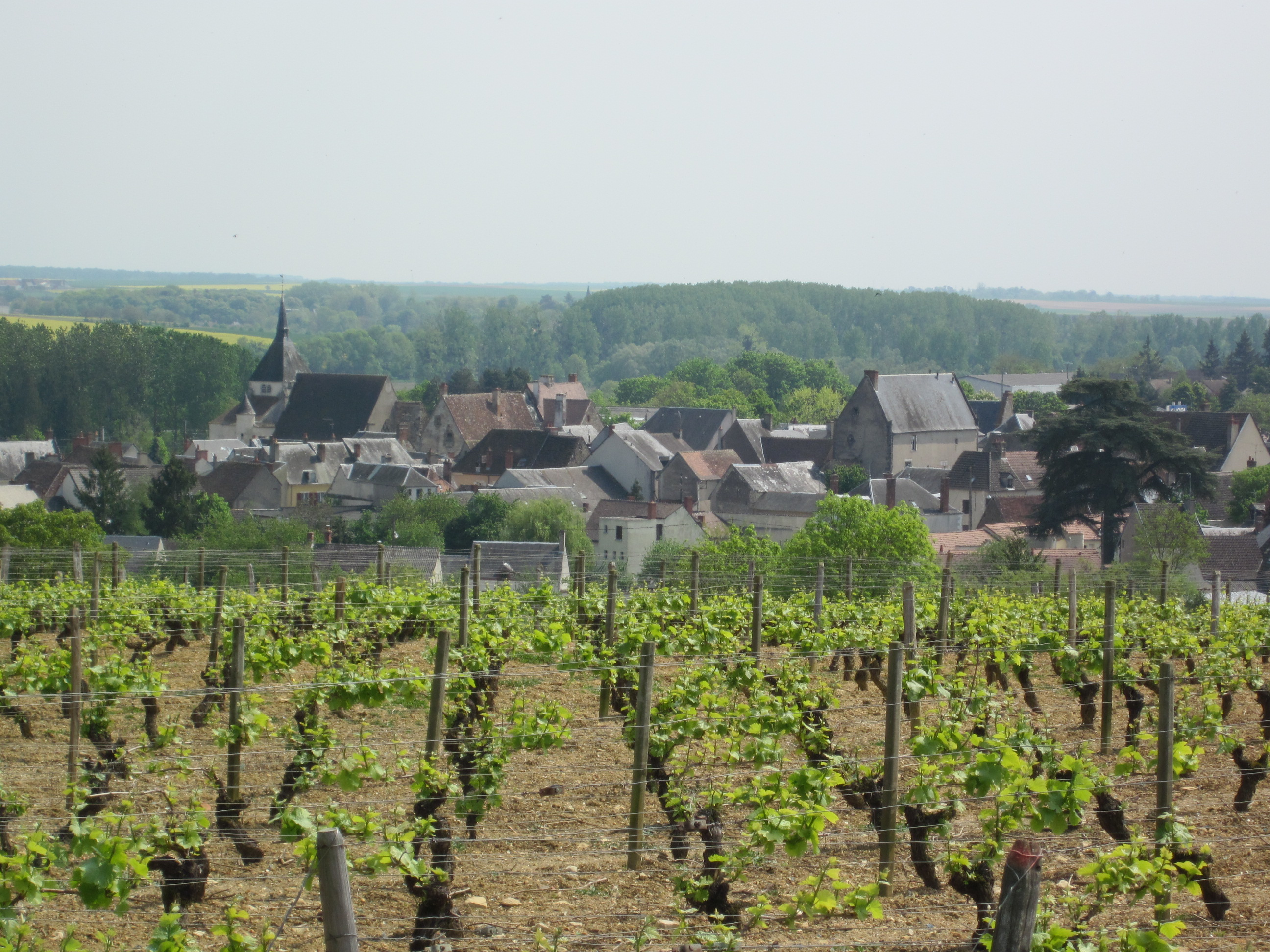
Le reuilly.

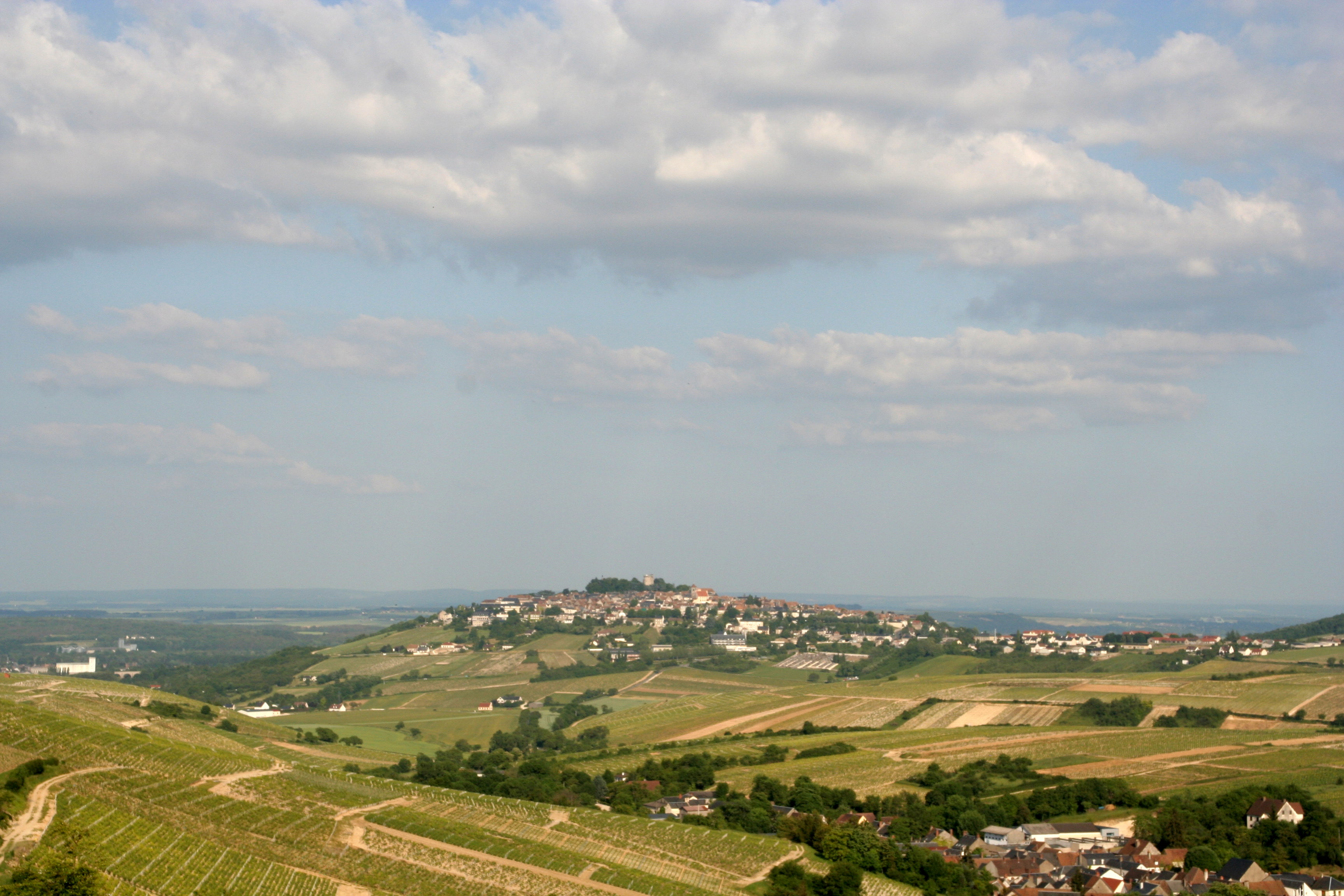
Le sancerre.

- Le châteaumeillant, AOC. Vin rouge et rosé. La surface est de 91 hectares[107] avec les cépages gamay et pinot noir. Situé sur les communes de Châteaumeillant, Reigny, Saint-Maur, Vesdun dans le Cher et Champillet, Feusines, Néret, Urciers dans l'Indre.

- Le menetou-salon, AOC. Vin rouge, rosé et blanc. La surface se compose de 465 hectares[108] avec pour les vins rouges et rosés le cépage pinot noir ; pour les vins blancs le sauvignon. Situé sur les communes de Menetou-Salon, Aubinges, Morogues, Parassy, Pigny, Quantilly, Saint-Céols, Soulangis, Vignoux-sous-les-Aix et Humbligny dans le département du Cher.

- Le pouilly-fumé, AOC. Vin blanc. La superficie de production est de 1 200 hectares[109] (cépage sauvignon). Situé sur les communes de Pouilly-sur-Loire, Tracy-sur-Loire, Saint-Andelain, Saint-Laurent-l'Abbaye, Mesves-sur-Loire, Saint-Martin-sur-Nohain et Garchy dans le département de la Nièvre.

- Le pouilly-sur-loire, AOC. Vin blanc. Représente une surface de 40 hectares[109] avec le cépage nommé chasselas. Situé sur les mêmes communes que l'appellation pouilly-fumé.

- Le quincy, AOC. Vin blanc. Se compose d'une superficie de 224 hectares[110] (cépage sauvignon). Situé sur les communes de Quincy et Brinay.

- Le reuilly, AOC. Vin rouge, rosé et blanc. La surface est de 186 hectares[111]. Appellation situé sur sept[112] communes et deux départements (Indre et Cher) : Cerbois (Cher), Chéry (Cher), Diou (Indre), Lazenay (Cher), Lury-sur-Arnon (Cher), Preuilly (Cher), Reuilly (Indre). Les cépages utilisés sont le pinot noir pour les vins rouges, le sauvignon pour les vins blancs et le pinot gris pour les vins rosés.

- Le sancerre : il comprend une superficie de 2 762 hectares[113]. Situé dans les environs de Sancerre sur 15 communes du département du Cher. Il produit principalement des vins blanc (cépage sauvignon) à 80%[114] et un peu de vin rouge et rosé (cépage pinot noir).

- Le valençay (AOC depuis 2004). Vin rouge et blanc. Représente une surface de 142 hectares[115]. Appellation située sur quatorze[116] communes et deux départements (Indre et Loir-et-Cher) : Chabris (Indre), Faverolles-en-Berry (Indre), Fontguenand (Indre), Luçay-le-Mâle (Indre), Lye (Indre), Menetou-sur-Nahon (Indre), Poulaines (Indre), Selles-sur-Cher (Loir-et-Cher), Valençay (Indre), Val-Fouzon (Indre), La Vernelle (Indre), Veuil (Indre) et Villentrois (Indre). Les cépages des vins rouges sont le gamay, le côt, le pinot noir, le cabernet franc et le cabernet sauvignon ; pour les vins rosés les mêmes cépages que les vins rouges avec en plus le pineau d'Aunis ; pour les vins blancs le sauvignon.

#### Vignobles du Massif central

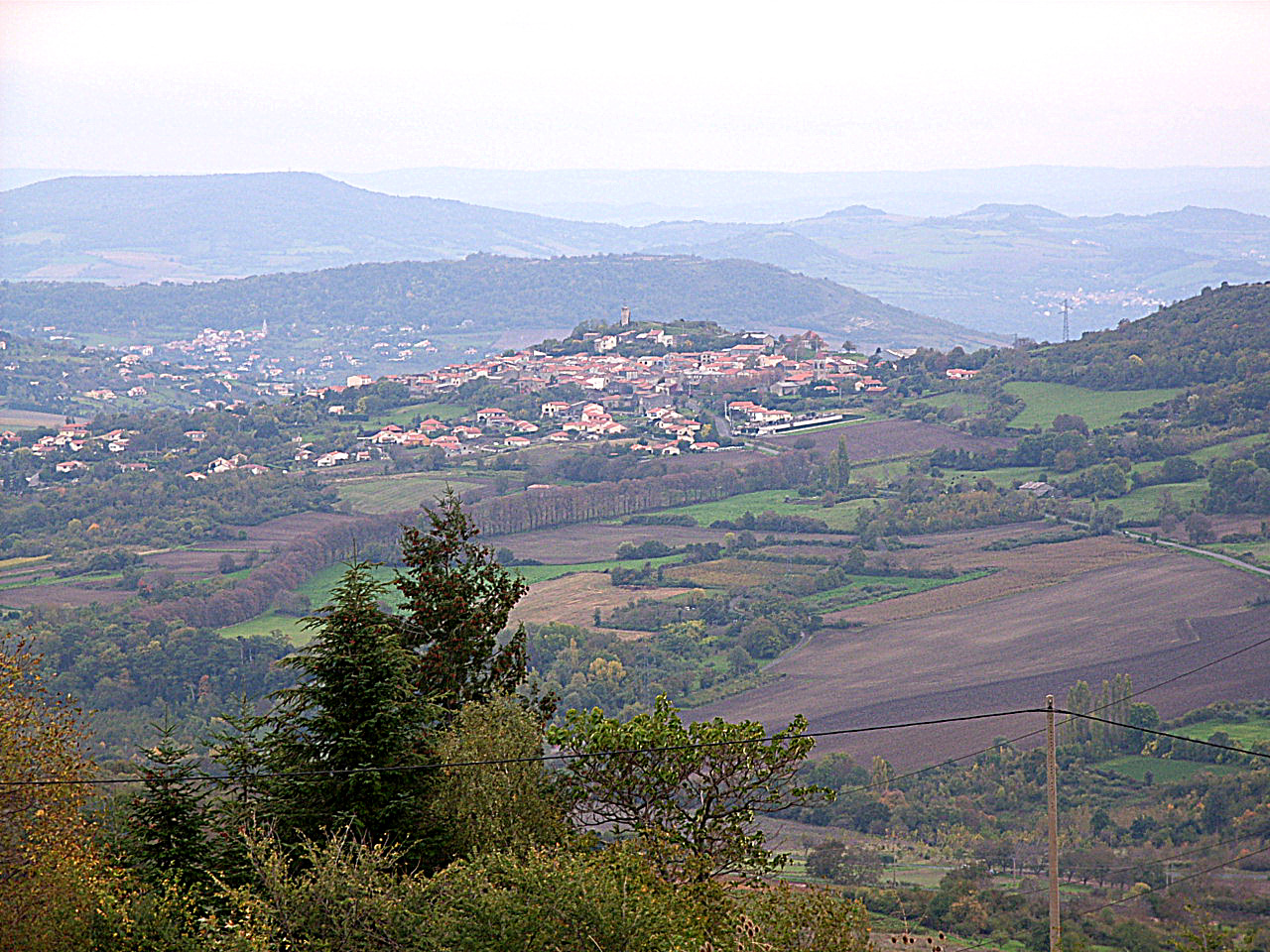
Vignoble du côtes-d'auvergne.

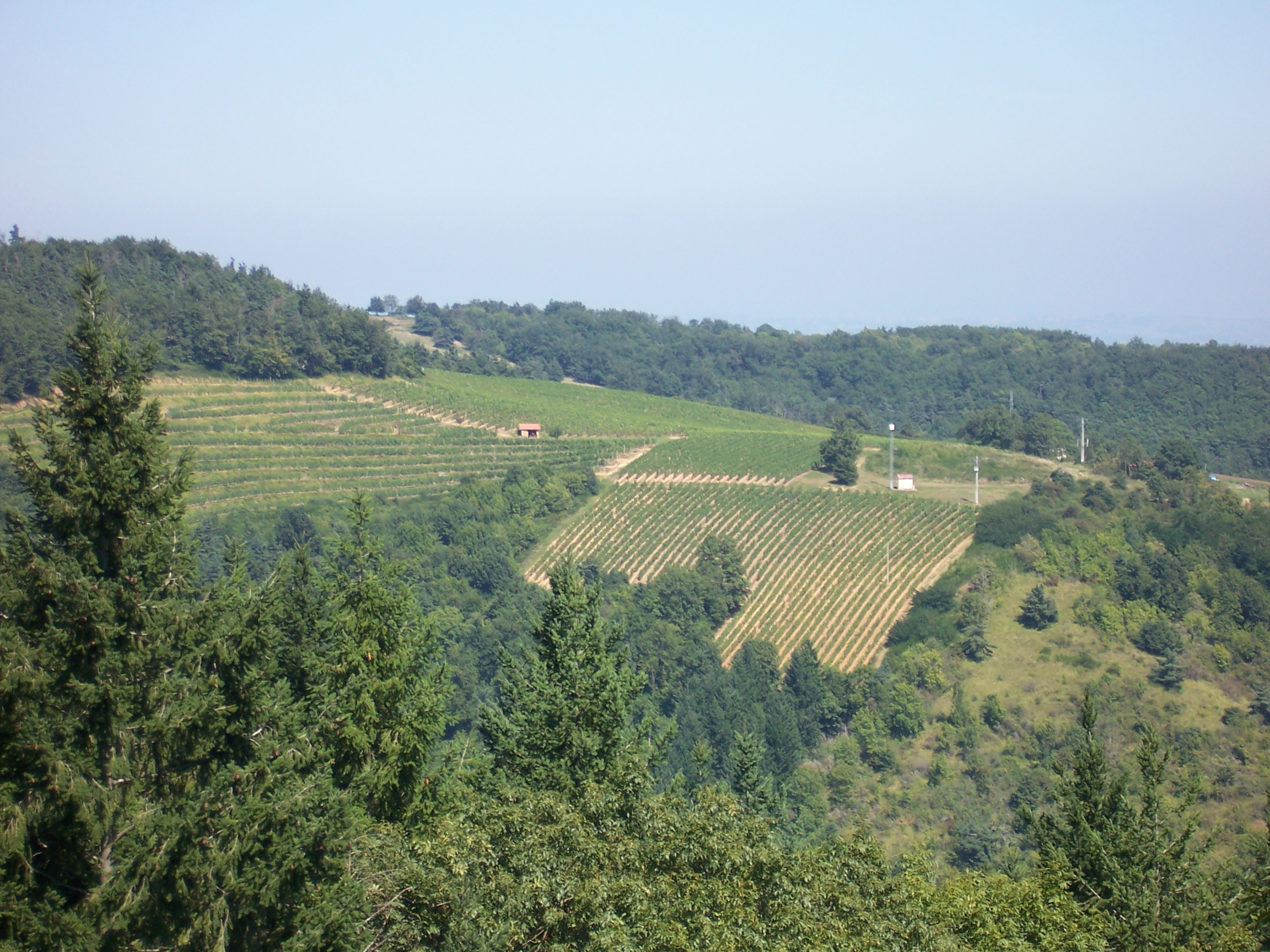
Vue sur le vignoble du côtes-du-forez.

C'est un ensemble de petits terroirs situés le long de la Loire au nord du Massif central. Plutôt clairsemé, il s'étend sur trois départements : l'Allier (au sud de Moulins), la Loire (à l'ouest de la Loire) et le Puy-de-Dôme (autour de Clermont-Ferrand).
Les cépages utilisés sont le gamay et le pinot noir en rouge.
Pour le blanc, le chardonnay est utilisé pour le côtes-d'auvergne tandis que le saint-pourçain est vinifié à partir de tressalier (50 % maximum), d'aligoté, de sauvignon et de chardonnay.
- Le côte-roannaise, dans la Loire (AOC depuis 1994). Vin rouge et rosé. s'étend sur 210 hectares à l'ouest de la ville de Roanne sur 14 communes du département de la Loire. Le cépage utilisé est le gamay.
- Le côtes-d'auvergne, dans le Puy-de-Dôme, était classée AOVDQS par l'arrêté du 17 mai 1951. Elle a obtenu le 16 novembre 2010 un avis favorable du Comité national des appellations d’origine relatives aux vins et aux boissons alcoolisées et des eaux-de-vie de l’INAO pour le passage en AOC. Vin rouge, rosé et blanc. D'une superficie de 410 hectares avec les cépages gamay et pinot noir pour les vins rouges et rosés, et chardonnay pour les vins blancs. Situé sur 54 communes du Puy-de-Dôme.
- Le côtes-du-forez, dans la Loire (AOC depuis 2000). Vin rouge et rosé. Représente une surface de plus de 200 hectares sur 17 communes du département de la Loire. Le cépage utilisé est le gamay.
- Le saint-pourçain, dans l'Allier, (AOVDQS en 1951[117] puis AOC depuis 2009[118]). Se compose d'une superficie de 650 hectares avec le gamay et le pinot noir comme cépages. Situé sur 19 communes de l'Allier.
- L'urfé, dans la Loire (IGP depuis 2009). Vin blanc, rouge et rosé. Il existe l’appellation principale, ainsi que deux appellations jointes : Ambierle et Trelins.

### Encépagement

#### Vin rouge et rosé

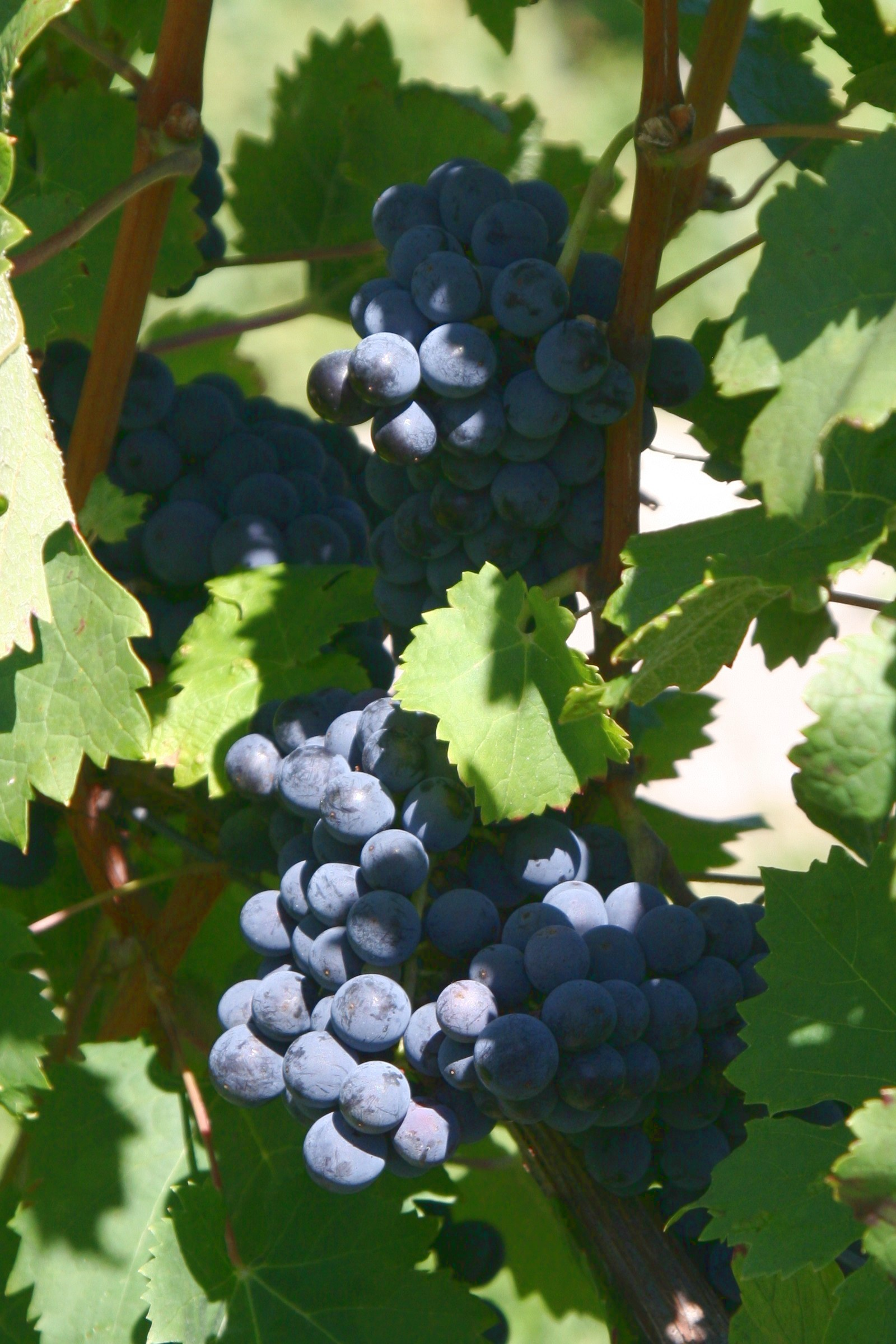
Grappe de cabernet franc.

Le Cabernet franc est le premier cépage en rouge de la Loire, son implantation remonte au XIe siècle. Il se distingue par sa finesse aromatique, ses arômes épicés et parfois de poivron. Le vin produit à partir du cabernet franc est peu riche en tanins et par conséquent vieillit assez rapidement. Il est connu pour sa finesse. Selon les terroirs, les parfums évoqués par les connaisseurs se rapprochent de la framboise (bourgueil) ou de la violette (chinon). Ce cépage révèle toute sa dimension dans le bourgueil, le chinon, le saint-nicolas-de-bourgueil et saumur-champigny par exemple. Il rentre dans l'élaboration de certains rosés (cabernet-d'anjou) ou en assemblage pour certains rosés de Touraine.
Les Cabernet sauvignon est un produit d'un croisement d'un Cabernet franc et d'un sauvignon blanc réalisé par hasard au XVIIe siècle dans le sud-ouest de la France. En général, le cabernet sauvignon a une bonne résistance à la plupart des maladies de la vigne à l'exception de l'eutypiose, l'excoriose et l'oïdium. Rentre dans la composition de certains vins d'anjou (anjou-villages et anjou). Les raisins se présentent en grappes de grosseur moyenne, ramassées, plus longues que larges, cylindres coniques généralement peu ailés.
Le Grolleau est un peu cultivé en Maine-et-Loire, dans la Vendée et la Loire-Atlantique. Les grappes sont assez grosses et les baies sont de taille moyenne. La grappe est tronconique, ailée.
Le Gamay est apprécié pour le côté léger et fruité qu'il donne au vin. Au nez il peut donner des notes de framboise, de fraise, de griotte...). Très répandu en Touraine et en Anjou (anjou-gamay).
Le Pineau d'Aunis est un cépage vigoureux, fertile mais qui s'épuise rapidement. Les vins obtenus sont peu colorés pouvant se consommer rapidement. Pour ses arômes, on évoque souvent la framboise et le poivre.
Le Pinot noir est constitué de petites grappes denses, en forme de cône de pin composées de grains ovoïdes, de couleur bleu sombre. C'est un cépage délicat, qui est sensible aux principales maladies et en particulier au mildiou, au rougeot parasitaire, à la pourriture grise (sur grappes et sur feuilles), et au cicadelles. Il profite pleinement du cycle végétatif pour mûrir en première époque. Les vins sont moyennement tanniques en général. On retrouve ce cépage dans le Centre-Loire (sancerre par exemple).
Le Côt se retrouve dans la Touraine, la vallée du Cher et à Montlouis. Les grappes et les baies sont de taille moyenne. Il est vigoureux, sensible à la coulure et nécessite une forte densité et un porte-greffe faible.

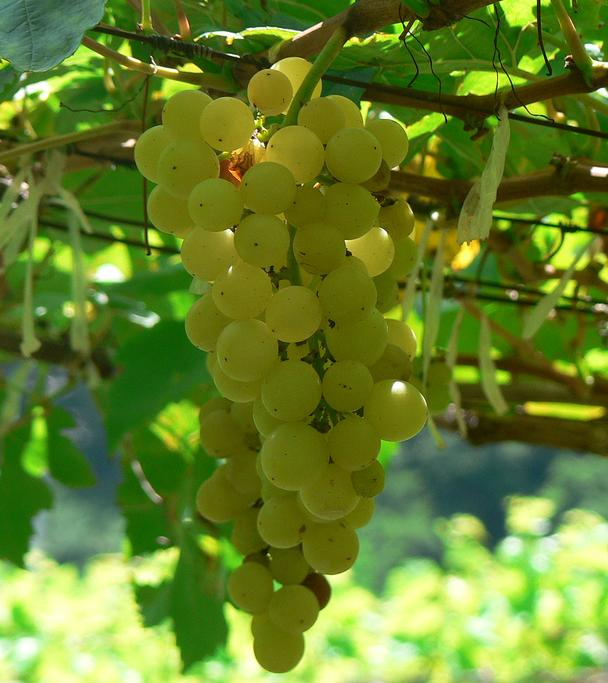
Grappe de chenin blanc.

Le Pinot meunier est un plant de vigueur moyenne. Il résiste assez bien aux gelées d'hiver et se plait assez bien dans des sols argileux et humides. Son vin est peu coloré. Ses arômes sont fruités (banane, framboise, pomme). Cépage de l'appellation orléans.
La Négrette, cépage à débourrement tardif, de vigueur moyenne très bien adapté aux sols de boulbènes (argilo-sableux). Elle donne un vin très coloré et peu acide qui possède une palette aromatique très complète : violette, fraise, fruits noirs, réglisse, zan. Selon les terroirs ou les méthodes culturales, elle donne des vins souples, fruités, faciles ou bien des vins très puissants, colorés, amples, riches et épicés et très équilibrés. Faisant partie de l'encépagement de l'AOC Fiefs-Vendéens et à l’Île de Ré sous le vocable de « ragoûtant », « folle noire » ou « petit noir ».

#### Vin blanc
Le chenin blanc était surnommé « plant d'anjou » vers le Xe siècle. Il donne des vins blancs en Touraine et en Anjou. Les vins peuvent être secs (jasnières, savennières, vouvray, montlouis, anjou, saumur…) ou moelleux voire liquoreux sur certains millésimes ou selon les tris des vignerons (bonnezeaux, coteaux-du-layon, coteaux-de-l'aubance, jasnières, quarts-de-chaume, savennières, vouvray, montlouis…). Il est aussi utilisé pour la production de vins effervescents (crémant de Loire, montlouis, saumur, vouvray).
Le sauvignon donne des vins blancs secs très parfumés (sancerre, pouilly-fumé). Il fait partie aussi de l’encépagement des appellations anjou, menetou-salon, quincy, saumur, saint-pourçain (accessoire seulement), touraine-mesland, valençay… Ce cépage est fragile et très sensible au sol et au climat.
Le melon est le cépage unique de l'appellation muscadet. Provient d'un croisement entre le gouais blanc et le Pinot. C'est un cépage moyennement vigoureux donnant une production régulière. Il donne un vin blanc agréable et peu acide.
Le chardonnay est connu depuis longtemps en Loiret sous le nom d'« auvernat ». Utilisé pour l'élaboration des vins blancs de Saint-Pourçain et des côtes d'Auvergne, également pour le crémant de Loire et du saumur brut. Ses grappes sont relativement petites, cylindriques, constituées de grains irréguliers, assez petits, de couleur jaune doré. De maturation de première époque, il s'accommode mieux d'une humidité de fin de saison avec une meilleure résistance à la pourriture s'il n'est pas en situation de forte vigueur. Il est sensible à l'oïdium et à la flavescence dorée.
Le folle-blanche est utilisé pour produire l'appellation gros-plant du Pays nantais. Il donne un vin peu chargé en alcool et d'une acidité fraîche et souvent iodée.
Le grolleau blanc a été signalé dans l'aire d'appellation des coteaux-du-layon. La variété serait apparue sur un cep de grolleau gris[réf. nécessaire].
Le sacy (ou tressalier) est un cépage original incorporé pour le saint-pourçain.
Le saint-pierre doré est un autre cépage original incorporé pour le saint-pourçain.
Le romorantin présente des grappes et des baies petites à moyennes. La grappe est cylindrique et ailée. Le cépage est de bonne vigueur mais la production est irrégulière. Il est assez sensible à la pourriture grise. Cépage de l'appellation cour-cheverny.
Le pinot gris présente des grappes et des baies de petite taille. La grappe est cylindrique, rarement ailée et compacte. Les vins possèdent une belle couleur jaune doré avec des arômes très fin de fruits blancs (poire, pèche). Cépage utilisé pour les appellations coteaux-d'ancenis et orléans.

### Méthodes culturales

#### Travail manuel
Ce travail commence par la taille. Le tirage des sarments suit la taille. Les sarments sont enlevés et peuvent être brûlés ou mis au milieu du rang pour être broyés. On passe ensuite aux réparations. Éventuellement des plantations de greffes. L'ébourgeonnage peut débuter dès que la vigne a commencé à pousser. Cette méthode permet, en partie, de réguler les rendements. Le relevage est pratiqué lorsque la vigne commence à avoir bien poussé. En général, deux à trois relevages sont pratiqués. Pour finir avec le travail manuel à la vigne, se réalise l'étape importante des vendanges.

#### Travail mécanique
L'enjambeur est d'une aide précieuse. Les différents travaux se composent du broyage des sarments ; de trou fait à la tarière, là où les pieds de vignes sont manquants ; de labourage ou griffage, réalisé dans le but d'aérer les sols et de supprimer des mauvaises herbes. De désherbage. De plusieurs traitements des vignes, réalisés dans le but de les protéger contre certaines maladies cryptogamiques (mildiou, oïdium, pourriture grise, etc.). De plusieurs rognages consistant à reciper ou couper les branches de vignes (rameaux) qui dépassent du système de palissage. Des vendanges mécaniques se réalisant avec une machine à vendanger ou une tête de récolte montée sur un enjambeur.

### Vinification et élevage
Voici les méthodes générales de vinification. Il existe cependant des petites différences de méthode entre les différentes AOC et AOVDQS.

#### Vinification en rouge
La récolte des raisins se fait à maturité et de façon manuelle ou mécanique. La vendange manuelle est parfois triée, soit à la vigne soit à la cave avec une table de tri, ce qui permet d'enlever les grappes pourries ou insuffisamment mûres. La vendange manuelle est généralement éraflée puis mise en cuve. Une macération pré-fermentaire à froid est quelquefois pratiquée. La fermentation alcoolique peut démarrer, le plus souvent après un levurage. Commence alors le travail d'extraction des polyphénols (tanins, anthocyanes) et autres éléments du raisin. L'extraction se faisait par pigeage, opération qui consiste à enfoncer le chapeau de marc dans le jus en fermentation. Plus couramment, l'extraction est conduite aussi par des remontages, opération qui consiste à pomper le jus depuis le bas de la cuve pour arroser le chapeau de marc et ainsi lessiver les composants qualitatifs du raisin. Les températures de fermentation alcoolique peuvent être plus ou moins élevées, avec une moyenne générale de 28 à 35 degrés au maximum de la fermentation. La chaptalisation est réalisée si le degré naturel est insuffisant : cette pratique est réglementée. À l'issue de la fermentation alcoolique suit l'opération de décuvage qui donne le vin de goutte et le vin de presse. La fermentation malolactique se déroule après mais est dépendante de la température. Le vin est soutiré et mis en fût ou cuve pour son élevage. L'élevage se poursuit pendant plusieurs mois (6 à 24 mois) puis le vin est collé, filtré et mis en bouteilles.

#### Vinification en blanc sec
Comme pour le rouge, la récolte est manuelle ou mécanique et peut être triée. Les raisins sont ensuite transférés dans un pressoir pour le pressurage. Une fois le moût en cuve, le débourbage est pratiqué généralement après un enzymage. À ce stade, une stabulation préfermentaire à froid (environ 10 à 12 degrés pendant plusieurs jours) peut être recherchée pour favoriser l'extraction des arômes. Mais le plus souvent, après 12 à 48 heures, le jus clair est soutiré et mis à fermenter. La fermentation alcoolique se déroule avec un suivi tout particulier pour les températures qui doivent rester à peu près stables (18 à 24 degrés). La chaptalisation est aussi pratiquée pour augmenter le titre alcoométrique volumique si nécessaire. La fermentation malolactique puis l'élevage est réalisée en fûts ou en cuves. À la fin, la filtration du vin est pratiquée pour rendre les vins plus limpides. La mise en bouteille clôture l'opération.
La vinification sur lie est appliquée aux vins de la région de Nantes (Muscadet...). Les vins séjournent après fermentation sur leurs lies pendant 4 à 5 mois jusqu'à leur mise en bouteille. Pendant cette période aucun soutirage n'est pratiqué. La mise en bouteille ne peut se réaliser que du 1er mars au 30 novembre qui suit la récolte.

#### Vinification en blanc moelleux et liquoreux
Les vins moelleux et vins liquoreux sont obtenus à partir de baies de raisins blancs. La vinification ressemble à la vinification en blanc mais ses caractéristiques diffèrent. Les raisins sont plus riches en sucre qu'à l'habituel : ceci est obtenu soit par l'action du Botrytis cinerea plus connu sous le nom de pourriture noble, soit par passerillage (séchage des baies après vendanges). Pour élaborer ces types de vins, les vignerons récoltent le Chenin blanc très tardivement après la période habituelle de vendanges consacrées aux vins blancs secs. Les producteurs réalisent donc des tries successives sur chaque grappe et ramassent uniquement les raisins les plus murs. Ils repassent à plusieurs reprises, durant des jours, voire des semaines. Cela permet l'obtention de raisins dont les jus sont plus concentrés en sucres. Ils ont aussi un plus fort taux de sucre en fin de vinification. La fermentation, soit s'arrête par elle-même, soit est arrêtée pour laisser une quantité importante de sucres. La différence entre le vin blanc moelleux et le vin blanc liquoreux se situe sur la teneur en sucre. Il est de l'ordre de 30 à 50 grammes par litre pour le vin moelleux et de plus de 50 grammes de sucre par litre pour les vins liquoreux.

#### Vinification en rosé
Récolte manuelle ou mécanique. Deux méthodes sont utilisées avec soit le pressurage (rosé de pressurage) soit une mise en cuve de la vendange pour un début de macération : c'est la saignée (rosé de saignée), effectuée avec le tirage du jus de la cuve. La fermentation alcoolique se passe en cuve comme pour le blanc avec suivi de température, chaptalisation, etc. La fermentation malolactique suit. L'élevage se passe en cuve, parfois en fût). Enfin, le vin est filtré et mis en bouteille.

#### Vinification du vin effervescent
Récolte du raisin. La vendange passe au pressurage. Le débourbage est pratiqué. La fermentation alcoolique s'effectue après. C'est la même vinification qu'en blanc. La fermentation malolactique se passe après avec l'élevage du vin blanc (en cuve). C'est après que la deuxième fermentation en bouteille se déroule avec l'ajout de liqueur de tirage, c'est la prise de mousse. Une fois cette fermentation en bouteille faite, le remuage puis le dégorgement sont effectués, suivi du dosage avec l'ajout de liqueur de dosage et le bouchage juste après.

#### Vinification des vins primeurs
Les baies de raisins doivent être intactes, ainsi des vendanges à la main sont préconisées. S'applique par la suite la technique de la macération carbonique. Cette technique consiste à mettre les grappes entières, non éraflées et non foulées, dans une cuve hermétique saturée de gaz carbonique. Il se produit alors une fermentation intracellulaire. La vendange est écrasée sous son poids et libère progressivement du moût dans la cuve pendant la fermentation alcoolique. Après cette phase de macération carbonique, la vinification peut se poursuivre selon un schéma classique.

### Commercialisation, économie
Les vins de loire représente un chiffre d'affaires de 1,2 milliard d'euros dont 220 millions à l'exportation. 73 millions de bouteilles exportées (1/5 de la production), dont 33 % au Royaume-Uni et 20 % en Belgique. Les vins de loire sont classés 1er en restauration et 3e en grande distribution. La région viticole de l'anjou-saumur produit environ 104 millions de bouteilles en AOC.

### Structure et fonctionnement des exploitations
Il existe des domaines, châteaux, maisons viticoles (négoce), caves coopératives... Les exploitations viticoles sont au nombre de 7 000, avec également 100 entreprises de négoces et 24 caves coopératives.

### Type de vins et gastronomie
Quelques vins de ce vignoble du val de loire, représentatifs des différentes zones géographiques de cette région viticole :
Le vin rouge se sert en moyenne entre 15 et 18 degrés) ; le saumur-champigny avec ses arômes de fruits rouges, son élégance, son harmonie (5 à 20 ans de garde) s'accorde bien avec du gibier, des viandes rouges, de la volaille en sauce… . Le bourgueil se différencie en deux types de vin : ceux issus des graviers donnent des vins souples et fruités, avec des arômes de petits fruits rouges (griotte, fraise…). Il accompagne très bien des viandes blanches, des rôtis, du fromage (Reblochon, Saint-Nectaire, Port Salut…) et se garde entre 2 et 5 ans. Les vins de Bourgueil issus du tuffeau donnent des vins plus charpentés que ceux des "graviers", avec des arômes de réglisse, d'épices, de framboise, de torréfaction, de cuir… Il s'accorde bien avec des viandes rouges, du gibier, du fromage et ont une durée de garde de 3 à 10 ans.
Le vin blanc sec se sert entre 9 et 12 degrés ; le muscadet donne des vins légers, vifs et fruités qui se marient parfaitement avec des fruits de mer (huitres…). Le sancerre est d'une couleur jaune à reflets or pâle et vert. Ils donnent des vins d'une grande fraicheur avec des parfums d'agrumes, de fleurs blanches, d'herbe coupée, de pierre à fusil et des notes fumées (pour ces deux derniers arômes, ils proviennent de sols de silex)… . Sa durée de garde est de 4 à 5 ans maximum et accompagne par exemple des feuilletés de saumon, des poissons en sauce, certains fromages, du foie gras, une salade aux Crottin de Chavignol…
Les vins blancs moelleux et liquoreux se servent aux alentours de 8 degrés ; le coteaux-du-layon a en général des arômes de miel, de fruits confits, de citronnelle, de fruits frais... (5 à 20 ans de garde voire 40 ans pour les grands millésimes) et accompagne du foie gras, des poissons, des viandes blanches ou il peut être servi en apéritif.
Le vin rosé se sert aux environs de 6 à 8 degrés ; Le cabernet-d'anjou a des arômes de rose, de petits fruits rouges (groseille, fraise), de menthe, de poivre blanc... (se garde environ 2 ans) et accompagne très bien de la charcuterie, des plats exotiques et méditerranéens, des salades composés, des coupes de fruits...
Le vin effervescent se sert entre 6 et 8 degrés ; l'anjou fines bulles se garde environ 3 ans et s'accorde bien avec des crustacés et fruits de mer cuits, du foie gras, de la friture de petits poissons, des gâteaux et peut être servi en apéritif.

### Sites internet
- Vins du Val de Loire, Interloire (Pays Nantais, de l’Anjou, du Saumurois et de la Touraine)
- Vins du Centre-Loire, Bureau Interprofessionnel des Vins du Centre

### Videos
- [vidéo] « Le Val de Loire » sur Arte, 2005, 26 min.
- [vidéo] « Le Val de Loire » sur Voyage, 2001, 52 min.